# Kreisreformen in Preußen
Der Artikel Kreisreformen in Preußen erfasst die Durchführung von Gebietsreformen auf Kreisebene, also der kreisfreien Städte, der dazugehörigen Landkreise und der weiteren Kreise ab dem frühen 19. Jahrhundert.

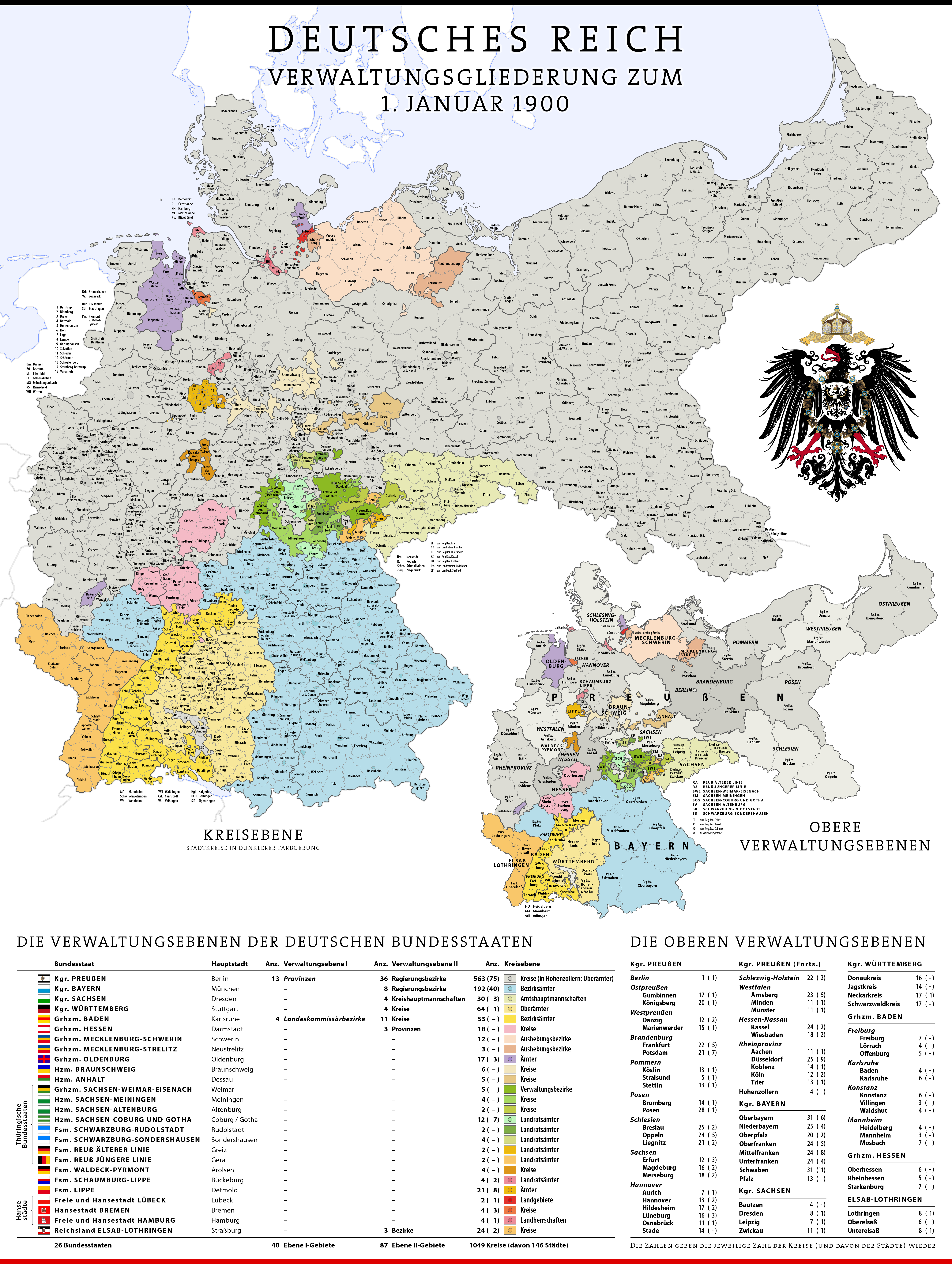
Gebietsstand am 1. Januar 1900

## Kreise oder Landkreise und andere Bezeichnungen
- Die Landkreise in Preußen hießen grundsätzlich Kreis. Nur bei denjenigen Kreisen, deren Kreisstadt kreisfrei war (einen eigenen Stadtkreis bildete) oder aus dem Kreisverband ausschied, wurde die amtliche Bezeichnung Landkreis verwendet.

## Berlin und Brandenburg
- 1818, 1. Januar:

Vergrößerung
- des Kreises Jerichow II, Provinz Sachsen, um Gemeinden des Kreises Westhavelland

- 1822, 1. Januar:

Auflösung
- des Regierungsbezirks Berlin; dabei Unterstellung der kreisfreien Stadt Berlin unter das Preußische Innenministerium sowie Rückgliederung von Gebietsteilen des Regierungsbezirks in die Kreise Niederbarnim und Teltow-Storkow des Regierungsbezirks Potsdam

- 1825, 1. August:

Auflösung
- des Kreises Spremberg-Hoyerswerda und Aufteilung auf die Kreise Spremberg, Brandenburg und Hoyerswerda, Schlesien

Neubildung
- des Kreises Spremberg aus Gemeinden des Kreises Spremberg-Hoyerswerda

- 1827, 1. Januar:

Auflösung
- des Kreises Frankfurt und Aufteilung auf die kreisfreie Stadt Frankfurt an der Oder und den Kreis Lebus

Vergrößerung
- des Kreises Lebus um Gemeinden des Kreises Frankfurt

- 1828, 17. November:

Eingliederung
- der kreisfreien Stadt Berlin in den Regierungsbezirk Potsdam

- 1836 (?):

Umbenennung
- des Kreises Züllichau in Kreis Züllichau-Schwiebus

- 1836, 1. Januar:

Auflösung
- des Kreises Cüstrin und Aufteilung auf die Kreise Königsberg/Neumark, Landsberg (Warthe) und Lebus
- des Kreises Teltow-Storkow und Aufteilung auf die Kreise Beeskow-Storkow und Teltow

Neubildung
- des Kreises Beeskow-Storkow aus Gemeinden der Kreise Lübben und Teltow-Storkow
- des Kreises Teltow aus etlichen Gemeinden des Kreises Teltow-Storkow

Vergrößerung
- des Kreises Calau um die Gemeinden Craupe, Drochow und Radensdorf des Kreises Luckau
- des Kreises Königsberg/Neumark um Gemeinden des Kreises Cüstrin
- des Kreises Landsberg (Warthe) um Gemeinden des Kreises Cüstrin
- des Kreises Lebus um Gemeinden des Kreises Cüstrin und um eine Gemeinde des Kreises Lübben bei Abtretung von Gemeinden an den Kreises Sternberg
- des Kreises Luckau um die Gemeinden Falkenberg, Kemlitz und Wentdorf des Kreises Jüterbog-Luckenwalde bei Abtretung von Gemeinden an den Kreis Calau
- des Kreises Sternberg um Gemeinden des Kreises Lebus

- 1861, 1. Januar:

Vergrößerung
- der kreisfreien Stadt Berlin um Gemeindeteile der Kreise Niederbarnim und Teltow

- 1873, 10. März:

Auflösung
- des Kreises Sternberg und Aufteilung auf die Kreise Oststernberg und Weststernberg

Neubildung
- des Kreises Oststernberg aus Gemeinden des Kreises Sternberg
- des Kreises Weststernberg aus Gemeinden des Kreises Sternberg

- 1877, 1. Januar:

Ausgliederung
- der Stadt Charlottenburg aus dem Kreis Teltow

- 1881, 2. März:

Vergrößerung
- der kreisfreien Stadt Berlin um Gemeindeteile des Kreises Teltow

- 1881, 1. April:

Ausgliederung
- der Stadt Brandenburg an der Havel aus dem Kreis Westhavelland

Ausscheiden
- der kreisfreien Stadt Berlin als Stadtkreis aus dem Provinzialverband Brandenburg und direkte Unterstellung der Verwaltung unter das Oberpräsidium der Provinz Brandenburg

- 1882, 15. März:

Vergrößerung
- des Kreises Beeskow-Storkow um die Gemeinde Cossenblatt des Kreises Lübben
- des Kreises Lübben um die Gemeinde Amalienhof des Kreises Beeskow-Storkow

- 1884, 24. Juli:

Ausgliederung
- der Stadt Guben aus dem Kreis Guben

- 1886, 27. Oktober:

Ausgliederung
- der Stadt Cottbus aus dem Kreis Cottbus

- 1887, 1. April:

Ausgliederung
- der Stadt Spandau aus dem Kreis Osthavelland

- 1892, 1. April:

Ausgliederung
- der Stadt Landsberg (Warthe) aus dem Kreis Landsberg (Warthe)

- 1897, 27. Februar:

Ausgliederung
- der Stadt Forst aus dem Kreis Sorau

- 1899, 1. April:

Ausgliederung
- der Stadt Schöneberg aus dem Kreis Teltow

- 1899, 1. Mai:

Ausgliederung
- der Stadt Rixdorf aus dem Kreis Teltow

- 1904, 1. Juli:

Vergrößerung
- des Stadtkreises Cottbus um die Gemeinde Sandow des Landkreises Cottbus

- 1907, 1. April:

Ausgliederung
- der Stadt Deutsch-Wilmersdorf aus dem Kreis Teltow

- 1908, 1. April:

Ausgliederung
- der Stadt Lichtenberg aus dem Kreis Niederbarnim

- 1911, 1. April:

Ausgliederung
- der Stadt Eberswalde aus dem Kreis Oberbarnim

- 1912, 27. Januar:

Umbenennung
- des Stadtkreises Rixdorf in Neukölln

- 1912, 1. April:

Umbenennung
- des Stadtkreises Deutsch-Wilmersdorf in Berlin-Wilmersdorf
- des Stadtkreises Lichtenberg in Berlin-Lichtenberg
- des Stadtkreises Schöneberg in Berlin-Schöneberg

Vergrößerung
- des Stadtkreises Lichtenberg um die Gemeinde Boxhagen-Rummelsburg des Kreises Niederbarnim

- 1920, 1. Oktober:

Vergrößerung
- des Stadtkreises Berlin um die Stadtkreise Berlin-Lichtenberg,  Berlin-Schöneberg, Berlin-Wilmersdorf, Charlottenburg, Neukölln und Spandau sowie um etliche Gemeinden der Kreise Niederbarnim, Osthavelland und Teltow

- 1922, 1. August:

Ausgliederung
- der Stadt Wittenberge aus dem Kreis Westprignitz

- 1925, 1. Juli:

Ausgliederung
- der Stadt Rathenow aus dem Kreis Westhavelland

- 1929, 25. März:

Vergrößerung
- des Stadtkreises Brandenburg an der Havel um die Gemeinden Dom Brandenburg und Neuendorf des Kreises Westhavelland

- 1935, 1. August:

Vergrößerung
- des Stadtkreises Potsdam um die Gemeinden Bornim, Bornstedt, Eiche und Nedlitz des Kreises Osthavelland

- 1936, 1. Mai:

Vergrößerung
- des Stadtkreises Eberswalde um die Gemeinde Kupferhammer des Kreises Oberbarnim

- 1937, 1. April:

Vergrößerung
- des Kreises Ostprignitz um die Gemeinden  Netzeband und Rossow des Kreises Waren, Mecklenburg

- 1937, 1. Oktober:

Vergrößerung
- des Stadtkreises Brandenburg an der Havel um die Gemeinde Wilhelmsdorf des Kreises Zauch-Belzig

- 1938, 1. Oktober:

Vergrößerung
- des Kreises Züllichau-Schwiebus um Gemeinden des Kreises Bomst (Grenzmark Posen-Westpreußen)

- 1939, 1. April:

Vergrößerung
- des Stadtkreises Potsdam um die Gemeinden Fahrland, Geltow, Golm, Grube, Krampnitz, Nattwerder und Sacrow des Kreises Osthavelland, die Gemeinden Babelsberg und Drewitz des Kreises Ruppin sowie um die Gemeinde Bergholz-Rehbrücke des Kreises Zauch-Belzig
- des Kreises Ruppin um die Gemeinde Netzeband des Kreises Ostprignitz

Anzahl der Stadt- und Landkreise
| Datum            | Stadtkreise Veränderung | Landkreise Veränderung | Stadtkreise Anzahl | Landkreise Anzahl |
| ---------------- | ----------------------- | ---------------------- | ------------------ | ----------------- |
| 1. Januar 1818   |                         |                        | 2                  | 31                |
| 1. Januar 1827   | + 1                     | − 1                    | 3                  | 30                |
| 10. März 1873    | 0                       | + 1                    | 3                  | 31                |
| (1. Januar) 1877 | + 1                     | 0                      | 4                  | 31                |
| 1. April 1881    | + 1                     | 0                      | 5                  | 31                |
| 24. Juli 1884    | + 1                     | 0                      | 6                  | 31                |
| 27. Oktober 1886 | + 1                     | 0                      | 7                  | 31                |
| 1. April 1887    | + 1                     | 0                      | 8                  | 31                |
| 1. April 1892    | + 1                     | 0                      | 9                  | 31                |
| 27. Februar 1897 | + 1                     | 0                      | 10                 | 31                |
| 1. April 1899    | + 1                     | 0                      | 11                 | 31                |
| 1. Mai 1899      | + 1                     | 0                      | 12                 | 31                |
| 1. April 1907    | + 1                     | 0                      | 13                 | 31                |
| 1. April 1908    | + 1                     | 0                      | 14                 | 31                |
| 1. April 1911    | + 1                     | 0                      | 15                 | 31                |
| 1. Oktober 1920  | − 6                     | 0                      | 9                  | 31                |
| 1. August 1922   | + 1                     | 0                      | 10                 | 31                |
| 1. Juli 1925     | + 1                     | 0                      | 11                 | 31                |

## Hannover
- 1870, 1. Januar:

Vergrößerung
- der selbständigen Stadt Hannover um die Gemeinde Vorstadt Glocksee und Ohe des Amtes Linden

- 1873, 1. April:

Vergrößerung
- des Amtes Wittmund (Kreis Aurich) um das Jadegebiet

- 1885, 1. April:[6]

Auflösung
- der gesamten Verwaltungsstruktur aus selbständigen Städten, Ämtern und den „Kreisen“, die 1867 eingerichtet worden waren

Neubildung
- des Stadtkreises Celle aus der selbständigen Stadt Celle
- des Stadtkreises Emden aus der selbständigen Stadt Emden
- des Stadtkreises Göttingen aus der selbständigen Stadt Göttingen
- des Stadtkreises Hannover aus der selbständigen Stadt Hannover
- des Stadtkreises Harburg aus der selbständigen Stadt Harburg
- des Stadtkreises Hildesheim aus der selbständigen Stadt Hildesheim
- des Stadtkreises Lüneburg aus der selbständigen Stadt Lüneburg
- des Stadtkreises Osnabrück aus der selbständigen Stadt Osnabrück

- des Kreises Achim aus dem Amt Achim
- des Kreises Alfeld aus dem Amt Alfeld und Gemeinden des Amtes Lauenstein
- des Kreises Aschendorf aus der selbständigen Stadt Papenburg und dem Amt Aschendorf
- des Kreises Aurich aus der selbständigen Stadt Aurich und dem Amt Aurich
- des Kreises Bersenbrück aus der selbständigen Stadt Quakenbrück sowie den Ämtern Bersenbrück, Fürstenau und Vörden
- des Kreises Bleckede aus den Ämtern Bleckede und Neuhaus
- des Kreises Blumenthal aus dem Amt Blumenthal und Gemeinden des Amtes Hagen
- des Kreises Bremervörde aus der selbständigen Stadt Bremervörde, dem Amt Bremervörde und der Gemeinde Elm des Amtes Himmelpforten
- des Kreises Burgdorf aus der selbständigen Stadt Burgdorf sowie den Ämtern Burgdorf und Burgwedel
- des Landkreises Celle den Ämtern Bergen und Celle sowie Gemeinden des Amtes Meinersen
- des Kreises Dannenberg aus der selbständigen Stadt Dannenberg und dem Amt Dannenberg
- des Kreises Diepholz aus dem Amt Diepholz
- des Kreises Duderstadt aus der selbständigen Stadt Duderstadt und dem Amt Gieboldehausen
- des Kreises Einbeck aus der selbständigen Stadt Einbeck und dem Amt Einbeck
- des Landkreises Emden aus dem Amt Emden
- des Kreises Fallingbostel aus den Ämtern Ahlden und Fallingbostel
- des Kreises Geestemünde aus Gemeinden der Ämter Hagen und Lehe
- des Kreises Gifhorn aus den Ämtern Gifhorn und Fallersleben sowie Gemeinden des Amtes Meinersen
- des Kreises Goslar aus der selbständigen Stadt Goslar sowie den Ämtern Liebenburg und Wöltingerode
- des Landkreises Göttingen aus dem Amt Göttingen und Gemeinden des Amtes Reinhausen
- des Kreises Grafschaft Bentheim aus den Ämtern Bentheim und Neuenhaus
- des Kreises Gronau aus dem Amt Gronau und Gemeinden des Amtes Lauenstein
- des Kreises Hadeln aus der selbständigen Stadt Otterndorf und dem Amt Otterndorf
- des Kreises Hameln aus den selbständigen Städten Bodenwerder und Hameln, den Ämtern Hameln und Polle sowie Gemeinden des Amtes Lauenstein
- des Landkreises Hannover aus dem Amt Hannover
- des Kreises Harburg aus den Ämtern Harburg und Tostedt
- des Landkreises Hildesheim aus dem Amt Hildesheim
- des Kreises Hoya aus dem Amt Hoya und Gemeinden des Amtes Bruchhausen
- des Kreises Hümmling aus dem Amt Hümmling und Gemeinden des Amtes Haselünne
- des Kreises Iburg aus dem Amt Iburg
- des Kreises Ilfeld aus den Ämtern Elbingerode und Hohnstein
- des Kreises Isenhagen aus dem Amt Isenhagen
- des Kreises Jork aus der selbständigen Stadt Buxtehude, dem Amt Jork und der Gemeinde Neuland des Amtes Harsefeld
- des Kreises Kehdingen aus dem Amt Freiburg
- des Kreises Leer aus der selbständigen Stadt Leer sowie den Ämtern Leer und Stickhausen
- des Kreises Lehe aus dem Amt Dorum und Gemeinden des Amtes Lehe
- des Kreises Linden aus den Ämtern Linden und Wennigsen
- des Kreises Lingen aus der selbständigen Stadt Lingen sowie den Ämtern Freren und Lingen
- des Kreises Lüchow aus der selbständigen Stadt Lüchow und dem Amt Lüchow
- des Landkreises Lüneburg aus dem Amt Lüneburg
- des Kreises Marienburg aus den Ämtern Bockenem und Marienburg
- des Kreises Melle aus der selbständigen Stadt Melle und dem Amt Grönenberg
- des Kreises Meppen aus dem Amt Meppen und Gemeinden des Amtes Haselünne
- des Kreises Münden aus der selbständigen Stadt Münden, dem Amt Münden und Gemeinden des Amtes Reinhausen
- des Kreises Neuhaus an der Oste aus den Ämtern Neuhaus an der Oste und Osten
- des Kreises Neustadt am Rübenberge aus den selbständigen Städten Neustadt am Rübenberge und Wunstorf sowie dem Amt Neustadt am Rübenberge
- des Kreises Nienburg aus der selbständigen Stadt Nienburg und dem Amt Nienburg
- des Kreises Norden aus der selbständigen Stadt Norden und dem Amt Norden
- des Kreises Northeim aus den selbständigen Städten Northeim und Moringen, dem Amt Northeim und Gemeinden des Amtes Osterode
- des Landkreises Osnabrück aus dem Amt Osnabrück
- des Kreises Osterholz aus den Ämtern Lilienthal und Osterholz
- des Kreises Osterode aus der selbständigen Stadt Osterode, dem Amt Herzberg und Gemeinden des Amtes Osterode
- des Kreises Peine aus der selbständigen Stadt Peine, dem Amt Peine und Gemeinden des Amtes Meinersen
- des Kreises Rotenburg aus dem Amt Rotenburg und der Gemeinde Fintel des Amtes Soltau
- des Kreises Soltau aus dem Amt Soltau mit Ausnahme der Gemeinde Fintel
- des Kreises Springe aus den selbständigen Städten Eldagsen, Münder und Springe sowie den Ämtern Calenberg und Springe
- des Kreises Stade aus der selbständigen Stadt Stade, dem Amt Harsefeld mit Ausnahme der Gemeinde Neuland und dem Amt Himmelpforten mit Ausnahme der Gemeinde Elm
- des Kreises Stolzenau aus dem Amt Stolzenau und Gemeinden des Amtes Uchte
- des Kreises Sulingen aus dem Amt Sulingen und Gemeinden der Ämter Bruchhausen, Freudenberg und Uchte
- des Kreises Syke aus dem Amt Syke, dem größten Teil des Amtes Freudenberg und der Gemeinde Freidorf des Amtes Bruchhausen
- des Kreises Uelzen aus der selbständigen Stadt Uelzen sowie den Ämtern Medingen und Oldenstadt
- des Kreises Uslar aus dem Amt Uslar
- des Kreises Verden aus der selbständigen Stadt Verden und dem Amt Verden
- des Kreises Weener aus dem Amt Weener
- des Kreises Winsen aus der selbständigen Stadt Winsen an der Luhe und dem Amt Winsen an der Luhe
- des Kreises Wittlage aus dem Amt Wittlage
- des Kreises Wittmund aus der selbständigen Stadt Wittmund sowie den Ämtern Esens und Wittmund
- des Kreises Zellerfeld aus dem Amt Zellerfeld
- des Kreises Zeven aus dem Amt Zeven

- 1886, 1. April:

Ausgliederung
- der Stadt Linden aus dem Kreis Linden

- 1888, 1. Juli:

Vergrößerung
- des Stadtkreises Harburg um die Gemeinden Heimfeld und Wilstorf des Landkreises Harburg

- 1891, 1. Juli:

Vergrößerung
- des Stadtkreises Hannover um die Gemeinden  Hainholz, Herrenhausen, List und Vahrenwald des Landkreises Hannover

- 1906, 1. April:

Vergrößerung
- des Stadtkreises Harburg um die  Gemeinde Lauenbruch des Landkreises Harburg

- 1907, 1. Oktober:

Vergrößerung
- des Stadtkreises Hannover um die Gemeinden Bothfeld, Döhren, Groß-Buchholz, Klein-Buchholz, Kirchrode, Stöcken und Wülfel des Landkreises Hannover

- 1909, 1. April:

Vergrößerung
- des Stadtkreises Linden um die Gemeinden Badenstedt, Bornum, Davenstedt und Limmer des Landkreises Linden

- 1910:

Vergrößerung
- des Stadtkreises Harburg um die Gemeinde Eißendorf des Landkreises Harburg

- 1911, 1. April:

Vergrößerung
- des Stadtkreises Hildesheim um die Gemeinde Moritzberg des Kreises Marienburg

- 1913, 1. Januar:

Ausgliederung
- der Stadt Geestemünde aus dem Kreis Geestemünde

- 1914, 1. April:

Vergrößerung
- des Stadtkreises Osnabrück um die Gemeinde Schinkel des Landkreises Osnabrück

- 1919, 1. April:

Ausgliederung
- der Stadt Wilhelmshaven aus dem Kreis Wittmund

- 1920, 1. Januar:

Eingliederung
- des Stadtkreises Linden in den Stadtkreis Hannover

- 1920, 1. April:

Ausgliederung
- der Stadt Lehe aus dem Kreis Lehe

- 1922, 1. April:

Ausgliederung
- der Stadt Goslar aus dem Kreis Goslar

Eingliederung
- des Kreises Hameln in den Kreis Hameln-Pyrmont
- des Kreises Pyrmont, Waldeck, in den Kreis Hameln-Pyrmont

Neubildung
- des Kreises Hameln-Pyrmont aus den Kreisen Hameln und Pyrmont

- 1923, 1. April:

Ausgliederung
- der Stadt Hameln aus dem Kreis Hameln-Pyrmont

- 1924, 1. November:

Neubildung
- des Stadtkreises Wesermünde aus den Stadtkreisen Geestemünde und Lehe

- 1925, 1. September:

Ausgliederung
- der Stadt Wilhelmsburg aus dem Landkreis Harburg

- 1927, 1. Juli:

Neubildung
- des Stadtkreises Harburg-Wilhelmsburg aus den Stadtkreisen Harburg und Wilhelmsburg

- 1932, 1. Oktober:[7]

Auflösung
- des Kreises Hoya und Aufteilung auf die Kreise Grafschaft Hoya, Nienburg und Verden
- des Kreises Hümmling und Aufteilung auf die Kreise Aschendorf-Hümmling (Hauptteil) und Meppen
- des Kreises Jork und Aufteilung auf die Kreise Harburg und Stade
- des Kreises Neuhaus an der Oste und Aufteilung auf die Kreise Land Hadeln (Hauptteil) und Stade

Eingliederung
- des Kreises Achim in den Kreis Verden
- des Kreises Aschendorf in den Landkreis Aschendorf-Hümmling
- des Kreises Bleckede in den Landkreis Lüneburg
- des Kreises Blumenthal in den Kreis Osterholz
- des Kreises Diepholz in den Kreis Grafschaft Diepholz
- des Landkreises Emden in den Kreis Norden
- des Kreises Geestemünde in den Landkreis Wesermünde
- des Kreises Gronau in den Kreis Alfeld
- des Kreises Hadeln in den Kreis Land Hadeln
- des Kreises Iburg in den Landkreis Osnabrück
- des Kreises Isenhagen in den Kreis Gifhorn
- des Kreises Kehdingen in den Kreis Stade
- des Kreises Lehe in den Landkreis Wesermünde
- des Kreises Linden in den Landkreis Hannover
- des Kreises Lüchow in den Kreis Dannenberg
- des Kreises Münden in den Landkreis Göttingen
- des Kreises Soltau in den Kreis Fallingbostel
- des Kreises Stolzenau in den Kreis Nienburg
- des Kreises Sulingen in den Kreis Grafschaft Diepholz
- des Kreises Syke in den Kreis Grafschaft Hoya
- des Kreises Uslar in den Kreis Northeim
- des Kreises Weener in den Kreis Leer
- des Kreises Winsen in den Landkreis Harburg
- des Kreises Zeven in den Kreis Bremervörde

Neubildung
- des Kreises Aschendorf-Hümmling aus dem Kreis Aschendorf und etlichen Gemeinden des Kreises Hümmling
- des Kreises Grafschaft Diepholz aus den Kreisen Diepholz und Sulingen
- des Kreises Grafschaft Hoya aus dem Kreis Syke und etlichen Gemeinden des Kreises Hoya
- des Kreises Land Hadeln aus den Kreisen Hadeln und Neuhaus an der Oste
- des Kreises Wesermünde aus den Kreisen Geestemünde und Lehe

Umgliederung
- des Kreises Grafschaft Schaumburg aus der Provinz Hessen-Nassau in die Provinz Hannover

Vergrößerung
- des Kreises Alfeld um den Kreis Gronau
- des Kreises Bremervörde um den Kreis Zeven
- des Kreises Dannenberg um den Kreis Lüchow
- des Kreises Fallingbostel um den Kreis Soltau
- des Kreises Gifhorn um den Kreis Isenhagen sowie die Gemeinden Hehlingen und Heßlingen des Kreises Gardelegen, Provinz Sachsen
- des Landkreises Göttingen um den Kreis Münden
- des Landkreises Hannover um den Kreis Linden und die Gemeinde Anderten des Kreises Burgdorf
- des Landkreises Harburg um den Kreis Winsen sowie die Gemeinden Francop, Hove, Neuenfelde, Rübke und Moorende des Kreises Jork
- des Kreises Leer um den Kreis Weener
- des Landkreises Lüneburg um den Kreis Bleckede
- des Kreises Meppen um die Gemeinden Ahmsen, Groß Berßen, Klein Berßen, Groß Stavern, Klein Stavern, Herßum, Holte, Lähden, Lastrup, Vinnen und Wachtum des Kreises Hümmling
- des Kreises Nienburg um den Kreis Stolzenau sowie die Gemeinden Haßbergen und Anderten des Kreises Hoya
- des Kreises Norden um den Landkreis Emden
- des Kreises Northeim um den Kreis Uslar
- des Landkreises Osnabrück um den Kreis Iburg
- des Kreises Osterholz um den Kreis Blumenthal
- des Kreises Rotenburg (Hannover) um die Gemeinde Lauenbrück des Landkreises Harburg
- des Kreises Stade um den Kreis Kehdingen und Gemeinden der Kreise Jork und Neuhaus an der Oste
- des Kreises Verden um den Kreis Achim und die Gemeinde Oiste des Kreises Hoya

- 1933, 1. Oktober:

Neubildung
- des Kreises Münden aus Gemeinden des Landkreises Göttingen (Wiedererrichtung)
- des Kreises Soltau aus Gemeinden des Kreises Fallingbostel (Wiedererrichtung)

- 1934, 1. April:

Vergrößerung
- des Kreises Lingen um die Gemeinden Schwartenpohl und Wachendorf des Kreises Meppen

- 1937, 1. April:

Eingliederung
- des Stadtkreises Harburg-Wilhelmsburg als Stadt Harburg-Wilhelmsburg in die Hansestadt Hamburg

Umgliederung
- der Stadt Wilhelmshaven in das Land Oldenburg
- der Stadt Cuxhaven (Land Hamburg) als Stadtkreis in den Regierungsbezirk Stade

Vergrößerung
- der Hansestadt Hamburg um die Stadtkreise Altona und Wandsbek, Schleswig-Holstein sowie Harburg-Wilhelmsburg, Hannover, um Gemeinden der Kreise Harburg, Hannover, um die Gemeinde Lokstedt des Kreises Pinneberg, Schleswig-Holstein, um Gemeinden des Kreises Stormarn, Schleswig-Holstein, sowie um die Gemeinde Cranz des Kreises Stade bei Abtretung der Stadt Cuxhaven als Stadtkreis an die Provinz Hannover und der Gemeinde Großhansdorf-Schmalenbeck an den Kreis Stormarn, Schleswig-Holstein, sowie der Stadt Geesthacht an den Kreis Herzogtum Lauenburg, Schleswig-Holstein
- des Kreises Land Hadeln um die Gemeinden Berensch-Arensch, Gudendorf, Holte-Spangen, Oxstedt und Sahlenburg des Landes Hamburg

- 1938, 1. August:

Vergrößerung
- des Kreises Fallingbostel um Gemeindeteile des Landkreises Celle (Eingliederung in den Gutsbezirk Platz Bergen)
- des Kreises Soltau um die Gemeinde Bockel des Kreises Fallingbostel

- 1938, 1. Oktober:

Vergrößerung
- des Stadtkreises Hildesheim um die Gemeinde Drispenstedt des Landkreises Hildesheim und die Gemeinde Neuhof des Kreises Marienburg in Hannover

- 1939, 1. April:

Vergrößerung
- der kreisfreien Stadt Celle um die Gemeinde Klein Hehlen des Landkreises Celle

- 1941, 1. November:

Umgliederung
- der kreisfreien Stadt Goslar in das Land Braunschweig
- des Landkreises Goslar in das Land Braunschweig
- des Landkreises Holzminden aus dem Land Braunschweig in die Provinz Hannover

Vergrößerung
- des Landkreises Wolfenbüttel (Land Braunschweig) um die Gemeinden Baddeckenstedt, Binder, Groß Elbe, Groß Heere, Gustedt, Klein Elbe, Klein Heere, Rhene und Sehlde des Landkreises Marienburg
- des Landkreises Marienburg um die Gemeinden Bodenburg und Östrum des Landkreises Gandersheim (Land Braunschweig)
- des Landkreises Peine um die Gemeinden Neuölsburg, Ölsburg und Woltorf des Landkreises Braunschweig (Land Braunschweig)

Anzahl der Stadt- und Landkreise
| Datum              | Stadtkreise Veränderung | Landkreise Veränderung | Stadtkreise Anzahl | Landkreise Anzahl |
| ------------------ | ----------------------- | ---------------------- | ------------------ | ----------------- |
| 12. September 1867 |                         |                        | 1                  | 35                |
| 1. April 1885      | + 7                     | + 31                   | 8                  | 66                |
| 1913               | + 1                     | 0                      | 9                  | 66                |
| 1. April 1919      | + 1                     | 0                      | 10                 | 66                |
| 30. November 1921  | 0                       | + 1                    | 10                 | 67                |
| 1. April 1922      | + 1                     | − 1                    | 11                 | 66                |
| 1. April 1923      | + 1                     | 0                      | 12                 | 66                |
| 1. November 1924   | − 1                     | 0                      | 11                 | 66                |
| 1. September 1925  | + 1                     | 0                      | 12                 | 66                |
| 1. Juli 1927       | − 1                     | 0                      | 11                 | 66                |
| 1. Oktober 1932    | 0                       | − 25                   | 11                 | 41                |
| 1. Oktober 1933    | 0                       | + 2                    | 11                 | 43                |
| 1. April 1937      | − 1                     | 0                      | 10                 | 43                |

## Hessen-Nassau
- 1867, 1. Juli:

Umbenennung
- des Kreises Biedenkopf in Hinterlandkreis nach der Übernahme durch Preußen

- 1867, 12. August:

Rückbenennung
- des Hinterlandkreises in Kreis Biedenkopf

- 1881, 1. April:

Vergrößerung
- des Kreises Hünfeld um die Gemeinden Oberstoppel und Unterstoppel des Kreises Hersfeld

- 1886, 1. April:

Auflösung
- des Mainkreises und Aufteilung auf die Landkreise Frankfurt und Wiesbaden und den Kreis Höchst

Ausgliederung
- der Stadt Hanau aus dem Kreis Hanau
- der Stadt Wiesbaden aus dem Mainkreis

Neubildung
- des Landkreises Frankfurt aus Gemeinden des Kreises Hanau, des Mainkreises und des Stadtkreises Frankfurt am Main
- des Kreises Höchst aus Gemeinden des Mainkreises
- des Kreises Limburg aus Gemeinden des Oberlahnkreises und des Unterlahnkreises
- des Kreises St. Goarshausen aus Gemeinden des Rheingau- und des Unterlahnkreises
- des Kreises Usingen aus Gemeinden des Obertaunuskreises und des Untertaunuskreises
- des Kreises Westerburg aus Gemeinden des Oberwesterwaldkreises und des Unterwesterwaldkreises
- des Landkreises Wiesbaden aus Gemeinden des Mainkreises

Vergrößerung
- des Kreises Marburg um die Gemeinde Schröck des Kreises Kirchhain
- des Oberlahnkreises um die Gemeinde Rückershausen des Oberwesterwaldkreises bei Abtretung von Gemeinden an den Kreis Limburg
- des Obertaunuskreises um Gebiete des Kreises Hanau und des Stadtkreises Frankfurt am Main bei Abtretung von Gemeinden an den Kreis Usingen
- des Oberwesterwaldkreises um Gemeinden des Unterwesterwaldkreises bei Abtretung von Gemeinden an den Oberlahnkreis und den Kreis Westerburg

- 1895:

Vergrößerung
- des Stadtkreises Frankfurt am Main um die Gemeinde Bockenheim des Landkreises Frankfurt

- 1896, 1. April:

Vergrößerung
- des Kreises Wolfhagen um die Gemeinde Großenhof des Landkreises Cassel

- 1899, 1. April:

Vergrößerung
- des Stadtkreises Cassel um die Gemeinde Wehlheiden des Landkreises Cassel

- 1900, 1. Juli:

Vergrößerung
- des Stadtkreises Frankfurt am Main um die Gemeinden Niederrad, Oberrad und Seckbach des Landkreises Frankfurt

- 1905:

Umbenennung
- des Kreises Rinteln in Kreis Grafschaft Schaumburg

- 1906, 1. April:

Vergrößerung
- des Stadtkreises Cassel um die Gemeinden Bettenhausen, Kirchditmold, Rothenditmold und Wahlershausen des Landkreises Cassel

- 1907, 1. April:

Vergrößerung
- des Stadtkreises Hanau um die Gemeinde Kesselstadt des Landkreises Hanau

- 1907, 26. April:

Umbenennung
- des Kreises Schmalkalden in Kreis Herrschaft Schmalkalden

- 1910, 1. April:

Eingliederung
- des Landkreises Frankfurt in den Stadtkreis Frankfurt am Main

- 1919, 31. Januar:

Neubildung
- des Kreises Königstein aus Gemeinden des Obertaunuskreises und des Kreises Usingen

- 1926, 1. Oktober:

Vergrößerung
- des Stadtkreises Wiesbaden um die Gemeinden Biebrich, Schierstein und Sonnenberg des Landkreises Wiesbaden

- 1926, 4. Dezember:

Änderung der Schreibweise
- des Stadtkreises Cassel in Kassel
- des Landkreises Cassel in Landkreis Kassel

- 1927, 1. April:

Ausgliederung
- der Stadt Fulda aus dem Kreis Fulda

- 1928, 1. Oktober:

Auflösung
- des Kreises Höchst und Aufteilung auf den Main-Taunus-Kreis und den Stadtkreis Frankfurt am Main
- des Kreises Königstein und Aufteilung auf den Main-Taunus-Kreis und den Obertaunuskreis
- des Landkreises Wiesbaden und Aufteilung auf den Main-Taunus-Kreis und den Stadtkreis Wiesbaden

Neubildung
- des Main-Taunus-Kreises aus Gemeinden des Kreises Höchst, des Kreises Königstein und des Landkreises Wiesbaden

Vergrößerung
- des Stadtkreises Frankfurt am Main um die Gemeinden Griesheim, Höchst am Main, Nied, Schwanheim und Sossenheim des Kreises Höchst und um die Gemeinde Fechenheim des Landkreises Hanau
- des Stadtkreises Wiesbaden um die Gemeinden Bierstadt, Dotzheim, Erbenheim, Frauenstein, Heßloch, Igstadt, Kloppenheim, Rambach und Georgenborn des Landkreises Wiesbaden
- des Obertaunuskreises um Gemeinden des Kreises Königstein

- 1929, 1. April:

Ausgliederung
- der Stadt Marburg an der Lahn aus dem Kreis Marburg

Umgliederung
- des Landes Waldeck mit den drei Kreisen der Eder, des Eisenbergs und der Twiste in die Provinz Hessen-Nassau

- 1929, 4. April:

Vergrößerung
- des Kreises des Eisenberges um die Gemeinden Deisfeld, Eimelrod, Hemmighausen und Höringhausen des Kreises Frankenberg

- 1930, 1. Dezember:

Vergrößerung
- des Stadtkreises Marburg an der Lahn um die Gemeinde Ockershausen des Landkreises Marburg

- 1932, 1. Oktober:

Auflösung
- des Kreises Biedenkopf und Aufteilung auf die Kreise Dillenburg, Frankenberg und Wetzlar
- des Kreises Usingen und Aufteilung auf die Kreise Limburg, Oberlahnkreis, Obertaunuskreis, Untertaunuskreis und Wetzlar

Eingliederung
- des Dillkreises in den Kreis Dillenburg
- des Kreises Fritzlar in den Kreis Fritzlar-Homberg
- des Kreises Gersfeld in den Landkreis Fulda
- des Kreises Homberg in den Kreis Fritzlar-Homberg
- des Kreises Kirchhain in den Landkreis Marburg
- des Oberwesterwaldkreises in den Kreis Westerburg

Neubildung
- des Kreises Dillenburg aus dem Dillkreis und Gemeinden des Kreises Biedenkopf
- des Kreises Fritzlar-Homberg aus den Kreisen Fritzlar und Homberg

Umgliederung
- des Kreises Grafschaft Schaumburg aus der Provinz Hessen-Nassau in die Provinz Hannover
- des Kreises Wetzlar, bisher in der Rheinprovinz, in die Provinz Hessen-Nassau und Vergrößerung des Kreises um Gemeinden der Kreise Biedenkopf und Usingen

Vergrößerung
- des Kreises Frankenberg um 15 Gemeinden des Kreises Biedenkopf
- des Landkreises Fulda um den Kreis Gersfeld
- des Kreises Limburg um die Gemeinden Hasselbach und Haintchen des Kreises Usingen
- des Landkreises Marburg um den Kreis Kirchhain
- des Oberlahnkreises um die Gemeinden Emmershausen, Gemünden, Heinzenberg, Mönstadt und Winden des Kreises Usingen
- des Obertaunuskreises um die meisten Gemeinden des Kreises Usingen
- des Kreises Sankt Goarshausen um die Gemeinde Becheln des Unterlahnkreises
- des Untertaunuskreises um die Gemeinden Niederems, Reichenbach, Steinfischbach und Wüstems des Kreises Usingen
- des Unterwesterwaldkreises um 15 Gemeinden des Kreises Westerburg
- des Kreises Westerburg um den Oberwesterwaldkreis bei Abtretung von Gemeinden an den Unterwesterwaldkreis

- 1933:

Umbenennung
- des Kreises Westerburg in Oberwesterwaldkreis

- 1933, 1. Oktober:

Auflösung
- des Kreises Dillenburg und Aufteilung auf den Kreis Biedenkopf und den Dillkreis

Neubildung
- des Kreises Biedenkopf aus Gemeinden des Kreises Dillenburg (Wiedererrichtung)
- des Dillkreises aus Gemeinden des Kreises Dillenburg (Wiedererrichtung)
- des Kreises Usingen aus Gemeinden des Oberlahnkreises, Obertaunuskreises und Untertaunuskreises (Wiedererrichtung)

- 1936, 1. Juni:

Vergrößerung
- des Stadtkreises Kassel um die Gemeinden Waldau, Niederzwehren, Oberzwehren, Nordshausen, Harleshausen und Wolfsanger des Landkreises Kassel

- 1939, 1. April:

Vergrößerung
- der kreisfreien Stadt Fulda um die Gemeinden Horas und Neuenberg des Landkreises Fulda

- 1942, 1. Februar:

Eingliederung
- der Kreise der Eder, des Eisenbergs und der Twiste in den Landkreis Waldeck

Neubildung
- des Landkreises Waldeck aus den Kreisen der Eder, des Eisenbergs und der Twiste

Anzahl der Stadt- und Landkreise
| Datum           | Stadtkreise Veränderung | Landkreise Veränderung | Stadtkreise Anzahl | Landkreise Anzahl |
| --------------- | ----------------------- | ---------------------- | ------------------ | ----------------- |
| 7. Februar 1868 |                         |                        | 3                  | 33                |
| 1. April 1910   | 0                       | − 1                    | 3                  | 32                |
| 31. Januar 1919 | 0                       | + 1                    | 3                  | 33                |
| 1922            | 0                       | + 1                    | 3                  | 34                |
| 1. April 1927   | + 1                     | 0                      | 4                  | 34                |
| 1. Oktober 1928 | 0                       | − 2                    | 4                  | 32                |
| 1. April 1929   | + 1                     | + 3                    | 5                  | 35                |
| 1. Oktober 1932 | 0                       | − 8                    | 5                  | 27                |
| 1. Oktober 1933 | 0                       | + 2                    | 5                  | 29                |
| 1. Februar 1942 | 0                       | − 2                    | 5                  | 27                |

## Hohenzollernsche Lande
- 1854, 18. Januar:

Auflösung
- des Oberamtes Straßberg und Aufteilung auf die Oberämter Gammertingen und Sigmaringen

Eingliederung
- des Oberamtes Glatt in das Oberamt Haigerloch

Vergrößerung
- des Oberamtes Gammertingen um Gemeinden des Oberamtes Straßberg
- des Oberamtes Haigerloch um das Oberamt Glatt
- des Oberamtes Sigmaringen um Gemeinden des Oberamtes Straßberg

- 1861, 9. August:

Eingliederung
- des Oberamtes Trochtelfingen in das Oberamt Gammertingen

- 1861, 27. Dezember:

Eingliederung
- des Oberamtes Wald in das Oberamt Sigmaringen

- 1862, 28. März:

Eingliederung
- des Oberamtes Ostrach in das Oberamt Sigmaringen

- 1925, 7. Oktober:

Auflösung
- des Oberamtes Gammertingen und Aufteilung auf die Kreise Hechingen und Sigmaringen

Eingliederung
- des Oberamtes Haigerloch in den Kreis Hechingen
- des Oberamtes Hechingen in den Kreis Hechingen
- des Oberamtes Sigmaringen in den Kreis Sigmaringen

Neubildung
- des Kreises Hechingen aus den Oberämtern Haigerloch und Hechingen und Gemeinden des Oberamtes Gammertingen
- des Kreises Sigmaringen aus dem Oberamt Sigmaringen und Gemeinden des Oberamtes Gammertingen

Anzahl der Stadt- und Landkreise
| Datum             | Stadtkreise Veränderung | Landkreise Veränderung | Stadtkreise Anzahl | Landkreise Anzahl |
| ----------------- | ----------------------- | ---------------------- | ------------------ | ----------------- |
| 17. August 1855   |                         |                        | 0                  | 7                 |
| 9. August 1861    | 0                       | − 1                    | 0                  | 6                 |
| 27. Dezember 1861 | 0                       | − 1                    | 0                  | 5                 |
| 28. März 1862     | 0                       | − 1                    | 0                  | 4                 |
| 7. Oktober 1925   | 0                       | − 2                    | 0                  | 2                 |

## Ost- und Westpreußen
- 1819, 1. April:

Umbenennung
- des Kreises Kreuzburg in Kreis Preußisch Eylau
- des Kreises Zinten in Kreis Heiligenbeil

Gebietsaustausch 
- zwischen den Kreisen Braunsberg und Heilsberg

Vergrößerung
- des Kreises Friedland um Gemeinden des Kreises Rastenburg
- des Kreises Gerdauen um Gemeinden des Kreises Friedland
- des Kreises Heiligenbeil um Gemeinden des Kreises Kreuzburg
- des Landkreises Königsberg um Gemeinden des Kreises Kreuzburg
- des Kreises Preußisch Eylau um Gemeinden der Kreise Zinten und Friedland
- des Kreises Rastenburg um Gemeinden des Kreises Gerdauen
- des Kreises Wehlau um Gemeinden des Kreises Friedland

- 1824, 1. Januar:

Vergrößerung
- des Kreises Gumbinnen um die Gemeinden des Kirchspiels Szirgupönen des Kreises Stallupönen

- 1828, 29. März:

Vergrößerung
- des Landkreises Danzig um die ländlichen Gebietsteile des Stadtkreises Danzig
- des Landkreises Königsberg um die ländlichen Gebietsteile des Stadtkreises Königsberg

- 1836, 1. Januar:

Vergrößerung
- des Kreises Tilsit um die Gemeinden des Kirchspiels Plaschken des Kreises Niederung

- 1843, 1. Januar:

Vergrößerung
- des Kreises Goldap um die Gemeinden des Kirchspiels Tollmingkehmen des Kreises Stallupönen
- des Kreises Stallupönen um die Gemeinden des Kirchspiels Mehlkehmen des Kreises Goldap

- 1864, 25. Oktober:

Vergrößerung
- des Stadtkreises Danzig um die Kolonie St. Albrecht des Landkreises Danzig

- 1874, 1. Januar:

Ausgliederung
- der Stadt Elbing aus dem Kreis Elbing

- 1874, 23. Februar:

Vergrößerung
- des Stadtkreises Danzig um die Ortschaft Schellingsfelde des Landkreises Danzig

- 1875, 25. März:

Neubildung
- des Kreises Tuchel aus Gemeinden des Kreises Konitz

- 1875, 17. Juni:

Vergrößerung
- des Kreises Gumbinnen um die Gemeinde Grünheide des Kreises Darkehmen
- des Kreises Ragnit um die Gemeinde Heydebruch des Kreises Tilsit
- des Kreises Sensburg um die Gemeinde Dietrichswalde des Kreises Johannisburg
- des Kreises Tilsit um die Gemeinde Bublauken des Kreises Niederung bei Abtretung der Gemeinde Heydebruch an den Kreis Ragnit

- 1876, 5. Juli:

Vergrößerung
- des Kreises Angerburg um die Gemeinden Alt Gurren und Neu Gurren des Kreises Darkehmen
- des Kreises Ragnit um die Gemeinde Kamanten des Kreises Pillkallen

- 1878, 8. Februar:

Vergrößerung
- des Kreises Deutsch Krone um die Gemeinden Alt Lobitz und Zadow des Kreises Dramburg, Pommern

- 1882, 1. April:

Vergrößerung
- des Kreises Konitz um die Gemeinden Gotthelp und Pustki des Kreises Preußisch Stargard

- 1887, 1. Oktober:

Auflösung
- des Landkreises Danzig und Aufteilung auf die Kreise Danziger Höhe, Danziger Niederung und Dirschau

Neubildung
- des Kreises Briesen aus Gemeinden der Kreise Culm, Graudenz, Strasburg in Westpreußen und Thorn
- des Kreises Danziger Höhe aus Gemeinden des Landkreises Danzig
- des Kreises Danziger Niederung aus Gemeinden des Landkreises Danzig
- des Kreises Dirschau aus Gemeinden des Landkreises Danzig und des Kreises Preußisch Stargard
- des Kreises Putzig aus Gemeinden des Kreises Neustadt in Westpreußen

- 1896, 1. April:

Ausgliederung
- der Stadt Tilsit aus dem Kreis Tilsit

- ca. 1900:

Änderung der Schreibweise
- des Kreises Carthaus in Kreis Karthaus

- 1900, 1. Januar:

Ausgliederung
- der Stadt Graudenz aus dem Kreis Graudenz

- 1900, 1. April:

Ausgliederung
- der Stadt Thorn aus dem Kreis Thorn

- 1902, 1. April:

Ausgliederung
- der Stadt Insterburg aus dem Kreis Insterburg

Vergrößerung
- des Stadtkreises Danzig um die Gemeinden Heiligenbrunn und Zigankenberg sowie den Gutsbezirk Hochstrieß des Kreises Danziger Höhe

- 1905, 1. April:

Vergrößerung
- des Stadtkreises Königsberg um die Gemeinden Ponarth und Tragheimsdorf sowie die Gutsbezirke Karolinenhof, Mühlenhof und Rosenau des Landkreises Königsberg

- 1906, 1. April:

Vergrößerung
- des Stadtkreises Thorn um die Gemeinde Mocker des Landkreises Thorn

- 1907, 1. April:

Vergrößerung
- des Stadtkreises Danzig um die Gemeinde Troyl des Kreises Danziger Niederung

- 1909, 23. Juni:

Vergrößerung
- des Kreises Oletzko um die Gemeinde Groß Czymochen des Kreises Lyck

- 1910, 1. April:

Ausgliederung
- der Stadt Allenstein aus dem Kreis Allenstein

- 1914, 1. April:

Vergrößerung
- der Stadt Danzig um die Gemeinden Brösen, Saspe und Schellmühl des Kreises Danziger Höhe sowie um die Gemeinden Heubude, Krakau und Weichselmünde und den  Gutsbezirk Rieselfeld des Kreises Danziger Niederung

- 1918, 1. April:

Ausgliederung
- der Stadt Memel aus dem Kreis Memel

- 1920, 10. Januar:

Auflösung
- des Landkreises Graudenz und Aufteilung des im Deutschen Reich verbliebenen Restkreises auf die Kreise Marienwerder und Rosenberg in Westpreußen
- des Kreises Karthaus und Aufteilung des im Deutschen Reich verbliebenen Restkreises auf die Kreise Bütow und Lauenburg i. Pom.
- des Kreises Löbau und Eingliederung des im Deutschen Reich verbliebenen Restkreises in den Kreis Rosenberg in Westpreußen
- des Kreises Neustadt in Westpreußen und Eingliederung des im Deutschen Reich verbliebenen Restkreises in den Kreis Lauenburg i. Pom.
- des Kreises Putzig und Eingliederung des im Deutschen Reich verbliebenen Restkreises in den Kreis Lauenburg i. Pom.

Umgliederung
- des Stadtkreises Danzig und von Gemeinden der Kreise Berent, Danziger Höhe, Danziger Niederung, Elbing, Karthaus und Neustadt in Westpreußen in die Freie Stadt Danzig
- des Stadtkreises Memel und des Landkreises Memel sowie von Gemeinden des Landkreises Tilsit und der Kreise Heydekrug, Niederung und Ragnit ins Memelgebiet
- der Stadtkreise Graudenz und Thorn, des Landkreises Thorn und der Kreise Briesen, Konitz, Kulm, Preußisch Stargard, Schwetz, Strasburg in Westpreußen und Tuchel sowie von Gemeinden des Landkreises Graudenz und der Kreise Berent, Danziger Höhe, Flatow, Karthaus, Löbau, Marienwerder, Neustadt in Westpreußen, Putzig und Schlochau nach Polen

Vergrößerung
- des im Deutschen Reich verbliebenen Teils des Kreises Elbing um Gemeinden des Kreises Danziger Niederung
- des im Deutschen Reich verbliebenen Teils des Kreises Marienwerder um Gemeinden des Kreises Graudenz

- 1920, 12. August:

Umgliederung
- von Gemeinden des Kreises Osterode in Ostpreußen nach Polen

- 1922, 1. Juli:

Auflösung
- des Kreises Danziger Niederung und Eingliederung des im Deutschen Reich verbliebenen Restkreises in den Kreis Elbing
- des Landkreises Tilsit (Rest) und Aufteilung auf den Stadtkreis Tilsit und den Kreis Tilsit-Ragnit

Eingliederung
- des Kreises Heydekrug (Rest) in den Kreis Niederung
- des Kreises Ragnit (Rest) in den Kreis Tilsit-Ragnit

Neubildung
- des Kreises Tilsit-Ragnit aus dem Kreis Ragnit und aus Gemeinden des Kreises Niederung und des Landkreises Tilsit

Vergrößerung
- des Kreises Flatow um die Gemeinde Schönfeld des Netzekreises
- des Kreises Niederung um den Kreis Heydekrug (Rest) bei Abtretung von Gemeinden an den Kreis Tilsit-Ragnit

- 1927, 10. Juni:

Vergrößerung
- des Stadtkreises Königsberg um die Gemeinden Cummerau, Devau, Juditten und Neuhufen sowie die Gutsbezirke Contienen, Friedrichswalde, Großer Exerzierplatz, Maraunenhof, Rathshof und Speichersdorf des Landkreises Königsberg

- 1927, 21. September:

Umbenennung
- des Kreises Friedland in Ostpreußen in Kreis Bartenstein

- 1933, 27. Juni:

Umbenennung
- des Kreises Oletzko in Kreis Treuburg

- 1936, 1. April:

Vergrößerung
- des Kreises Bartenstein um die Gemeinden Ardappen und Spittehnen des Kreises Preußisch Eylau

- 1937, 1. Oktober:

Vergrößerung
- des Kreises Gumbinnen um die Gemeinde Wandlauschen des Kreises Pillkallen

- 1938, 7. September:

Umbenennung
- des Kreises Darkehmen in Kreis Angerapp
- des Kreises Niederung in Kreis Elchniederung
- des Kreises Pillkallen in Kreis Schloßberg (Ostpr.)
- des Kreises Stallupönen in Kreis Ebenrode

- 1938, 1. Oktober:

Vergrößerung
- des Kreises Bartenstein um die Gemeinde Schwaden (ehem. Sawadden) des Kreises Rastenburg

- 1939, 1. April:

Auflösung
- des Kreises Fischhausen und Aufteilung auf die kreisfreie Stadt Königsberg in Preußen und den Kreis Samland
- des Landkreises Königsberg in Preußen und Aufteilung auf die kreisfreie Stadt Königsberg und den Kreis Samland

Neubildung
- des Kreises Samland aus Gemeinden der Landkreise Fischhausen und Königsberg in Preußen

Vergrößerung
- der kreisfreien Stadt Königsberg in Preußen um die Gemeinden Adlig Neuendorf, Beydritten, Charlottenburg, Haffstrom, Lauth, Metgethen, Moditten, Prappeln, Quednau, Schönfließ, Seligenfeld und Stiegehnen des Landkreises Königsberg sowie die Gemeinde Tannenwalde des Kreises Fischhausen

Anzahl der Stadt- und Landkreise
| Datum           | Stadtkreise Veränderung | Landkreise Veränderung | Stadtkreise Anzahl | Landkreise Anzahl |
| --------------- | ----------------------- | ---------------------- | ------------------ | ----------------- |
| 1. Januar 1818  |                         |                        | 2                  | 54                |
| 1. Januar 1874  | + 1                     | 0                      | 3                  | 54                |
| 25. März 1875   | 0                       | + 1                    | 3                  | 55                |
| 1. Oktober 1887 | 0                       | + 4                    | 3                  | 59                |
| 1. April 1896   | + 1                     | 0                      | 4                  | 59                |
| 1. Januar 1900  | + 1                     | 0                      | 5                  | 59                |
| 1. April 1900   | + 1                     | 0                      | 6                  | 59                |
| 1. April 1902   | + 1                     | 0                      | 7                  | 59                |
| 1. April 1910   | + 1                     | 0                      | 8                  | 59                |
| 1. April 1918   | + 1                     | 0                      | 9                  | 59                |
| 10. Januar 1920 | − 4                     | − 15                   | 5                  | 44                |
| 1. Juli 1922    | 0                       | − 2                    | 5                  | 42                |
| 1. April 1939   | 0                       | − 1                    | 5                  | 41                |

## Pommern
- 1826, 26. September:

Auflösung
- des Stadtkreises Stettin und Eingliederung in den Kreis Randow

- 1846, 1. Januar:

Auflösung
- des Kreises Lauenburg-Bütow und Aufteilung auf die Kreise Bütow und Lauenburg

- 1857, 16. März:

Ausgliederung
- der Stadt Stettin aus dem Kreis Randow

- 1872, 1. September:

Auflösung
- des Kreises Fürstenthum und Aufteilung auf die Kreise Bublitz, Colberg-Cörlin und Cöslin

Neubildung
- des Kreises Bublitz aus Gemeinden des Kreises Fürstenthum
- des Kreises Colberg-Cörlin aus Gemeinden des Kreises Fürstenthum
- des Kreises Cöslin aus Gemeinden des Kreises Fürstenthum

- 1873, 5. September:

Ausgliederung
- der Stadt Stralsund aus dem Kreis Franzburg

- 1876, 5. Juli:

Vergrößerung
- des Kreises Schlawe um die Gemeinde und den Gutsbezirk Jannewitz des Kreises Rummelsburg sowie die Gemeinden bzw. Gutsbezirke Görshagen, Marsow, Schlackow und Vietzke des Kreises Stolp
- des Kreises Stolp um die Gemeinde Jannewitz des Kreises Rummelsburg sowie die Gemeinden bzw. Gutsbezirke Dünnow, Lindow, Muddel und Saleske des Kreises Schlawe

- 1878, 8. Februar:

Vergrößerung
- des Kreises Deutsch Krone, Westpreußen, um die Gemeinden Alt Lobitz und Zadow des Kreises Dramburg
- des Kreises Rummelsburg um die Gemeinden bzw. Gutsbezirke Beßwitz,  Misdow B, Techlipp, Varzin, Wendisch Puddiger und Wussow des Kreises Schlawe

- ca. 1891:

Änderung der Schreibweise
- des Kreises Colberg-Cörlin in Kreis Kolberg-Körlin

- 1898, 1. April:

Ausgliederung
- der Stadt Stolp aus dem Kreis Stolp

- 1900, 1. April:

Vergrößerung
- des Stadtkreises Stettin um die Gemeinden Bredow, Grabow und Nemitz des Kreises Randow

- 1901, 1. April:

Ausgliederung
- der Stadt Stargard aus dem Kreis Saatzig

- 1913, 1. April:

Ausgliederung
- der Stadt Greifswald aus dem Kreis Greifswald

- 1920:

Änderung der Schreibweise
- des Kreises Cöslin in Kreis Köslin

- 1920, 10. Januar:

Auflösung
- des Kreises Neustadt in Westpreußen und Eingliederung des im Deutschen Reich verbliebenen Restkreises in den Kreis Lauenburg i. Pom.
- des Kreises Putzig, Westpreußen, und Eingliederung des im Deutschen Reich verbliebenen Restkreises in den Kreis Lauenburg i. Pom.

Umgliederung
- von Gemeinden der Kreise Kreis Lauenburg i. Pom. und Stolp nach Polen

Vergrößerung
- des im Deutschen Reich verbliebenen Teils des Kreises Lauenburg i. Pom. um Gemeinden der Kreise Karthaus, Neustadt in Westpreußen und Putzig, Westpreußen

- 1920, 1. Mai:

Ausgliederung
- der Stadt Kolberg aus dem Kreis Kolberg-Körlin

- 1923, 1. April:

Ausgliederung
- der Stadt Köslin aus dem Kreis Köslin

- 1928, 1. Februar:

Umbenennung
- des Kreises Franzburg in Kreis Franzburg-Barth

- 1932, 1. Oktober:

Auflösung
- des Kreises Bublitz und Aufteilung auf die Kreise Belgard, Köslin (Hauptteil), Neustettin und Rummelsburg
- des Kreises Schivelbein und Aufteilung auf die Kreise Belgard (Hauptteil) und Dramburg

Vergrößerung
- des Kreises Belgard um Gemeinden der Kreise Bublitz und Schivelbein
- des Kreises Dramburg um Gemeinden des Kreises Schivelbein
- des Kreises Köslin um Gemeinden des Kreises Bublitz
- des Kreises Neustettin um Gemeinden des Kreises Bublitz
- des Kreises Rummelsburg um Gemeinden des Kreises Bublitz

- ca. 1935:

Umbenennung
- des Kreises Belgard in Kreis Belgard (Persante)

- 1939, 15. Oktober:

Auflösung
- des Kreises Randow und Aufteilung auf den Stadtkreis Stettin sowie die Kreise Greifenhagen, Naugard und  Ueckermünde

Vergrößerung
- des Stadtkreises Stettin um zahlreiche Gemeinden des Kreises Randow
- des Kreises Greifenhagen um zahlreiche Gemeinden des Kreises Randow
- des Kreises Naugard um die Gemeinden Arnimswalde, Bergland, Friedrichsdorf, Hornskrug, Langenberg, Oberhof, Schwabach, Schwankenheim, Wilhelmsfelde und Wolfshorst des Kreises Randow
- des Kreises Ueckermünde um zahlreiche Gemeinden des Kreises Randow

Anzahl der Stadt- und Landkreise
| Datum              | Stadtkreise Veränderung | Landkreise Veränderung | Stadtkreise Anzahl | Landkreise Anzahl |
| ------------------ | ----------------------- | ---------------------- | ------------------ | ----------------- |
| 1. Januar 1818     |                         |                        | 1                  | 25                |
| 26. September 1826 | − 1                     | 0                      | 0                  | 25                |
| 1. Januar 1846     | 0                       | − 1                    | 0                  | 24                |
| 16. März 1857      | + 1                     | 0                      | 1                  | 24                |
| 1. September 1872  | 0                       | − 1                    | 1                  | 23                |
| 1874               | + 1                     | 0                      | 2                  | 23                |
| 1. April 1898      | + 1                     | 0                      | 3                  | 23                |
| 1. April 1901      | + 1                     | 0                      | 4                  | 23                |
| 1. April 1913      | + 1                     | 0                      | 5                  | 23                |
| 1. Mai 1920        | + 1                     | 0                      | 6                  | 23                |
| 1. April 1923      | + 1                     | 0                      | 7                  | 23                |
| 1. Oktober 1932    | 0                       | − 2                    | 7                  | 21                |
| 15. Oktober 1939   | 0                       | − 1                    | 7                  | 20                |

## Posen
- 1819, 31. Juli:

Umbenennung
- des Kreises Peysern in Kreis Wreschen

- 1875, 29. Mai:

Ausgliederung
- der Stadt Bromberg aus dem Kreis Bromberg

- 1877, 6. März:

Umbenennung
- des Kreises Chodziesen in Kreis Kolmar in Posen

- 1886, 26. Mai:

Neubildung
- des Kreises Strelno aus Gemeinden des Kreises Inowrazlaw

- 1887, 1. Oktober:

Auflösung
- des Kreises Buk und Aufteilung auf die Kreise Grätz und Neutomischel
- des Kreises Kröben und Aufteilung auf die Kreise Gostyn und Rawitsch
- des Landkreises Posen und Aufteilung auf die Kreise Posen-Ost und Posen-West

Neubildung
- des Kreises Filehne aus Gemeinden des Kreises Czarnikau
- des Kreises Gostyn aus Gemeinden der Kreise Kröben und Schrimm
- des Kreises Grätz aus Gemeinden des Kreises Buk
- des Kreises Jarotschin aus Gemeinden der Kreise Pleschen, Schrimm und Wreschen
- des Kreises Kempen in Posen aus Gemeinden des Kreises Schildberg
- des Kreises Koschmin aus Gemeinden des Kreises Krotoschin
- des Kreises Lissa aus Gemeinden des Kreises Fraustadt
- des Kreises Neutomischel aus Gemeinden des Kreises Buk
- des Kreises Ostrowo aus Gemeinden des Kreises Adelnau
- des Kreises Posen-Ost aus Gemeinden des Landkreises Posen
- des Kreises Posen-West aus Gemeinden des Landkreises Posen
- des Kreises Rawitsch aus Gemeinden des Kreises Kröben
- des Kreises Schmiegel aus Gemeinden des Kreises Kosten
- des Kreises Schwerin an der Warthe aus Gemeinden des Kreises Birnbaum
- des Kreises Witkowo aus Gemeinden des Kreises Gnesen
- des Kreises Znin aus Gemeinden der Kreise Mogilno, Schubin und Wongrowitz

- 1896, 1. April:

Vergrößerung
- des Stadtkreises Posen um die Gemeinde Berdychowo-Piotrowo des Kreises Posen-Ost

- 1900, 1. April:

Vergrößerung
- des Stadtkreises Posen um die Gemeinden Jersitz, Sankt Lazarus und Wilda des Kreises Posen-Ost
- des Kreises Posen-Ost um die Gemeinden bzw. Gutsbezirke Gwiazdowo, Pudewitz, Paczkowo, Puszczykowo, Sarbinowo und Sokolniki Gwiazdowskie des Kreises Schroda

- 1904, 5. Dezember:

Umbenennung
- des Kreises Inowrazlaw in Kreis Hohensalza

- 1920, 10. Januar:

Auflösung
- des Kreises Czarnikau und Eingliederung des im Deutschen Reich verbliebenen Restkreises in den Netzekreis
- des Kreises Filehne und Eingliederung des im Deutschen Reich verbliebenen Restkreises in den Netzekreis
- des Kreises Kolmar in Posen und Eingliederung des im Deutschen Reich verbliebenen Restkreises in den Netzekreis

Neubildung
- des Netzekreises aus Gemeinden der im Deutschen Reich verbliebenen Restkreise Czarnikau, Filehne und Kolmar in Posen

Umgliederung
- der Stadtkreise Bromberg und Posen, des Landkreises Bromberg und der Kreise Adelnau, Gnesen, Gostyn, Grätz, Hohensalza, Jarotschin, Kempen in Posen, Koschmin, Kosten, Krotoschin, Lissa, Mogilno, Neutomischel, Obornik, Ostrowo, Pleschen, Posen-Ost, Posen-West, Rawitsch, Samter, Schildberg, Schmiegel, Schrimm, Schroda, Schubin, Strelno, Wirsitz, Witkowo, Wongrowitz, Wreschen und Znin sowie von Gemeinden der Kreise Birnbaum, Bomst, Czarnikau, Filehne, Fraustadt, Kolmar in Posen, Meseritz und Schwerin an der Warthe nach Polen

- 1922, 1. Juli:

Ausgliederung
- der Stadt Schneidemühl aus dem Netzekreis

Vergrößerung
- des Kreises Flatow, bis 1920 Westpreußen, um die Gemeinde Schönfeld des Netzekreises

Anzahl der Stadt- und Landkreise
| Datum           | Stadtkreise Veränderung | Landkreise Veränderung | Stadtkreise Anzahl | Landkreise Anzahl |
| --------------- | ----------------------- | ---------------------- | ------------------ | ----------------- |
| 1. Januar 1818  |                         |                        | 1                  | 26                |
| 29. Mai 1875    | + 1                     | 0                      | 2                  | 26                |
| 26. Mai 1886    | 0                       | + 1                    | 2                  | 27                |
| 1. Oktober 1887 | 0                       | + 13                   | 2                  | 40                |
| 10. Januar 1920 | − 2                     | − 34                   | 0                  | 6                 |
| 1. Juli 1922    | + 1                     | 0                      | 1                  | 6                 |

## Rheinprovinz
- 1817, 1. Juni:

Umgliederung
- des Kreises Siegen aus dem Regierungsbezirk Koblenz in den Regierungsbezirk Arnsberg der Provinz Westfalen

- 1818, 1. Januar:

Umgliederung
- von Gemeinden des Kreises Heinsberg in die Niederlande

- 1818, 15. Juni:

Eingliederung
- des Kreises Blankenheim in den Kreis Gemünd

- 1819, 1. Januar:

Vergrößerung
- des Kreises Grevenbroich um die Gemeinde Buchholz des Kreises Erkelenz

- 1819, 5. März:

Vergrößerung
- des Kreises Gladbach um die Bürgermeisterei Neersen des Kreises Crefeld
- des Kreises Crefeld um die Bürgermeisterei Kleinkempen des Kreises Gladbach

- 1819, 30. Oktober:

Eingliederung
- des Kreises Opladen in den Kreis Solingen

Vergrößerung
- des Kreises Lennep um die Gemeinde Burg an der Wupper des Kreises Solingen
- des Kreises Solingen um den Kreis Opladen bei Abtretung der Gemeinde Burg an der Wupper an den Kreis Lennep

- 1820, 16. August:

Eingliederung
- des Stadtkreises Düsseldorf in den Landkreis Düsseldorf

- 1820, 1. Oktober:

Eingliederung
- des Kreises Uckerath in den Kreis Siegburg

- 1820, 1. November:

Eingliederung
- des Kreises Mettmann in den Kreis Elberfeld

- 1821, 1. Februar:

Eingliederung
- des Kreises Sankt Vith in den Kreis Malmedy

- 1822, 1. Mai:

Eingliederung
- des Kreises Braunfels in den Kreis Wetzlar
- des Kreises Linz in den Kreis Neuwied

Vergrößerung
- des Kreises Neuwied um den Kreis Linz sowie die Gemeinden Engers, Gladbach, Heimbach, Irlich und Weis des Landkreises Coblenz

- 1823, 26. September:

Eingliederung
- des Kreises Rheinberg in den Kreis Geldern

- 1823, 27. September:

Auflösung
- des Kreises Dinslaken und Aufteilung auf die Kreise Duisburg (Hauptteil) und Rees

Eingliederung
- des Kreises Essen in den Kreis Duisburg

Neubildung
- des Kreises Duisburg aus Gemeinden der Kreise Dinslaken und Essen

Vergrößerung
- des Kreises Rees um die Bürgermeisterei Schermbeck des Kreises Dinslaken

- 1825, 17. Februar:

Eingliederung
- des Kreises Gimborn in den Kreis Gummersbach
- des Kreises Homburg in den Kreis Gummersbach

Neubildung
- des Kreises Gummersbach aus den Kreisen Gimborn und Homburg

Umbenennung
- des Kreises Siegburg in Siegkreis

- 1827:

Umgliederung
- von Gemeinden des Kreises Saarlouis nach Frankreich

- 1827, 17. Februar:

Umbenennung
- des Kreises Lechenich in Kreis Euskirchen

- 1829:

Umgliederung
- von Gemeinden des Kreises Saarlouis nach Frankreich

- 1829, 24. Dezember:

Umbenennung
- des Kreises Gemünd in Kreis Schleiden

- 1835, 1. April:

Neubildung (Umgliederung)
- des Kreises Sankt Wendel aus dem Fürstentum Lichtenberg, Sachsen-Coburg und Gotha, nach Preußen

- 1857, 8. September:

Änderung der Schreibweise
- des Stadtkreises Köln in Cöln
- des Landkreises Köln in Landkreis Cöln

- 1857, 3. Dezember:

Neubildung
- des Kreises Mörs aus Gemeinden des Kreises Geldern und der Bürgermeisterei Friemersheim des Kreises Crefeld

- 1859:

Neubildung
- des Kreises Essen aus Gemeinden des Kreises Duisburg

- 1861, 1. Juni:

Auflösung
- des Kreises Elberfeld und Aufteilung auf die Stadtkreise Barmen und Elberfeld sowie den Kreis Mettmann

Ausgliederung
- der Stadt Barmen aus dem Kreis Elberfeld
- der Stadt Elberfeld aus dem Kreis Elberfeld

Neubildung
- des Kreises Mettmann aus Gemeinden des Kreises Elberfeld

- 1862:

Vergrößerung
- des Kreises Duisburg um die Gemeindeteile Lippern und Lirich des Kreises Essen (Eingemeindung nach Oberhausen)

- 1869, 15. September:

Neubildung (Umgliederung)
- des Kreises Meisenheim, Landgrafschaft Hessen-Homburg

- 1872, 20. April:

Ausgliederung
- der Stadt Düsseldorf aus dem Kreis Düsseldorf

- 1872, 14. Oktober:

Ausgliederung
- der Stadt Crefeld aus dem Kreis Crefeld

- 1873, 28. Februar:

Ausgliederung
- der Stadt Essen aus dem Kreis Essen

- 1874, 24. Januar:

Auflösung
- des Kreises Duisburg und Aufteilung auf den Stadtkreis Duisburg und den Kreis Mülheim an der Ruhr

Ausgliederung
- der Stadt Duisburg aus dem Kreis Duisburg

Neubildung
- des Kreises Mülheim an der Ruhr aus Gemeinden des Kreises Duisburg

- 1881, 1. April:

Vergrößerung
- des Kreises Mettmann um die Gemeinde Oberbonsfeld des Landkreises Bochum, Westfalen

- 1887, 1. Juli:

Neubildung
- des Kreises Ruhrort aus Gemeinden des Kreises Mülheim an der Ruhr

- 1887, 1. Oktober:

Ausgliederung
- der Stadt Bonn aus dem Kreis Bonn
- der Stadt Coblenz aus dem Kreis Coblenz

- 1888, 1. Januar:

Ausgliederung
- der Stadt München-Gladbach aus dem Kreis Gladbach
- der Stadt Remscheid aus dem Kreis Lennep

- 1888, 1. April:

Vergrößerung
- des Landkreises Trier um die Gemeinden Sankt Paulin, Maar, Zurlauben, Löwenbrücken und St. Barbara des Stadtkreises Trier
- des Stadtkreises Cöln um die Gemeinden Deutz, Ehrenfeld, Kriel, Longerich, Müngersdorf, Nippes, Poll sowie den Nordteil der Gemeinde Rondorf des Landkreises Cöln

- 1891, 1. September:

Vergrößerung
- des Stadtkreises Coblenz um die Gemeinde Neuendorf des Landkreises Coblenz

- 1896, 1. April:

Ausgliederung
- der Stadt Solingen aus dem Kreis Solingen

- 1897, 1. April:

Vergrößerung
- des Stadtkreises Aachen um die Gemeinde Burtscheid des Landkreises Aachen

- 1901, 1. April:

Ausgliederung
- der Stadt Oberhausen aus dem Kreis Mülheim an der Ruhr

- 1901, 1. Mai:

Ausgliederung
- der Stadt Mülheim am Rhein aus dem Kreis Mülheim am Rhein

- 1901, 1. August:

Vergrößerung
- des Stadtkreises Essen um die Gemeinde Altendorf des Landkreises Essen

- 1901, 3. August:

Vergrößerung
- des Stadtkreises Crefeld um die Gemeinde Linn des Landkreises Crefeld

- 1902, 1. April:

Vergrößerung
- des Stadtkreises Coblenz um die Gemeinde Moselweiß des Landkreises Coblenz
- des Stadtkreises Duisburg um die Gemeinde Wanheim-Angerhausen des Kreises Ruhrort

- 1904, 1. April:

Ausgliederung
- der Stadt Mülheim an der Ruhr aus dem Kreis Mülheim an der Ruhr

Vergrößerung
- des Stadtkreises Bonn um die Gemeinden Poppelsdorf, Endenich, Kessenich und Dottendorf des Landkreises Bonn

- 1905, 1. Juli:

Vergrößerung
- des Stadtkreises Essen um die Gemeinde Rüttenscheid des Landkreises Essen

- 1905, 1. Oktober:

Vergrößerung
- des Stadtkreises Duisburg um die Städte Meiderich und Ruhrort des Kreises Ruhrort

- 1906, 1. April:

Vergrößerung
- des Stadtkreises Aachen um die Gemeinde Forst des Landkreises Aachen

- 1907, 1. April:

Ausgliederung
- der Stadt Rheydt aus dem Kreis Gladbach

- 1907, 15. Oktober:

Vergrößerung
- des Stadtkreises Crefeld um die Gemeinden Bockum-Verberg und Oppum des Landkreises Crefeld

- 1908, 1. April:

Vergrößerung
- des Stadtkreises Essen um die Gemeinde Huttrop des Landkreises Essen
- des Stadtkreises Düsseldorf um den Gemeindeteil Wersten der Gemeinde Himmelgeist-Wersten des Landkreises Düsseldorf

- 1909, 1. April:

Umbenennung
- des Kreises Ruhrort in Kreis Dinslaken

Vergrößerung
- des Stadtkreises Düsseldorf um die Gemeinden Gerresheim, Eller, Himmelgeist und Rath des Landkreises Düsseldorf sowie die Gemeinde Heerdt des Kreises Neuß

- 1909, 7. September:

Ausgliederung
- der Stadt Saarbrücken aus dem Kreis Saarbrücken

- 1910, 1. April:

Auflösung
- des Landkreises Mülheim an der Ruhr und Aufteilung auf den Landkreis Essen sowie die Stadtkreise Essen, Mülheim an der Ruhr und Oberhausen

Vergrößerung
- des Stadtkreises Cöln um die Gemeinden Kalk und Vingst des Landkreises Cöln
- des Landkreises Essen um die Gemeinden Haarzopf, Menden und Raadt des Landkreises Mülheim an der Ruhr
- des Stadtkreises Essen um die Gemeinde Rellinghausen des Landkreises Essen und einen Teil der Gemeinde Heißen (Fulerum) des Landkreises Mülheim an der Ruhr
- des Stadtkreises Mülheim an der Ruhr um Teile der Gemeinden Styrum und Dümpten des Landkreises Mülheim an der Ruhr
- des Stadtkreises Oberhausen um die Gemeinde Alstaden sowie Teile der Gemeinden Styrum und Dümpten des Landkreises Mülheim an der Ruhr

- 1911, 1. April:

Ausgliederung
- der Stadt Hamborn aus dem Kreis Dinslaken

- 1912, 19. Juni:

Vergrößerung
- des Stadtkreises Trier um die Gemeinden Heiligkreuz, Pallien und Sankt Matthias-Medard-Feyen des Landkreises Trier

- 1913, 1. April:

Ausgliederung
- der Stadt Neuß aus dem Kreis Neuß

- 1914, 1. April:

Eingliederung
- des Stadtkreises Mülheim am Rhein in die Stadt Cöln

Vergrößerung
- des Stadtkreises Cöln um den Stadtkreis Mülheim am Rhein und um die Gemeinde Merheim des Landkreises Mülheim am Rhein

- 1915, 1. April:

Vergrößerung
- des Stadtkreises Essen um die Gemeinden Altenessen, Borbeck, Bredeney und Haarzopf des Landkreises Essen

- 1917, 1. Juli:

Ausgliederung
- der Stadt Sterkrade aus dem Kreis Dinslaken

- ca. 1920:

Änderung der Schreibweise
- des Kreises Creuznach in Kreis Kreuznach
- des Kreises Mörs in Kreis Moers

- 1920, 10. Januar:

Umgliederung
- der meisten Gemeinden der Kreise Eupen und Malmedy nach Belgien

- 1920, 10. April:

Änderung der Schreibweise
- des Stadtkreises Cöln in Köln
- des Landkreises Cöln in Landkreis Köln

- 1920, 1. Juni:

Umbenennung
- des Kreises Montjoie in Kreis Monschau

- 1920, 1. Juli:

Vergrößerung
- des Stadtkreises Mülheim an der Ruhr um die Gemeinden Menden und Raadt des Landkreises Essen

- 1920, 1. Oktober:

Teilung
- des Kreises Merzig in Stammkreis Merzig und Restkreis Merzig-Wadern
- des Kreises Sankt Wendel in Stammkreis St. Wendel und Restkreis Sankt Wendel-Baumholder

Neubildung
- des Restkreises Merzig-Wadern aus Gemeinden des bisherigen Kreises Merzig
- des Restkreises Sankt Wendel-Baumholder aus Gemeinden des bisherigen Kreises Sankt Wendel

Umgliederung
- des Stadtkreises Saarbrücken, des Landkreises Saarbrücken und der Kreise Ottweiler und Saarlouis sowie der Stammkreise Merzig und Sankt Wendel ins Saargebiet
- von Gemeinden Belgiens nach Preußen

- 1921, 18. Juli:

Vergrößerung
- des Stadtkreises München-Gladbach um die Gemeinden München-Gladbach-Land, Neuwerk und Rheindahlen des Kreises Gladbach

- 1921, 1. Dezember:

Vergrößerung
- des Kreises Monschau um die Gemeinde Losheim, die von Belgien ins Deutsche Reich umgegliedert wurde

- 1922, 1. April:

Vergrößerung
- des Stadtkreises Köln um die Gemeinde Worringen des Landkreises Köln

- 1922, 5. August:

Vergrößerung
- des Stadtkreises Barmen um Gemeinden Langerfeld und Nächstebreck des Kreises Schwelm, Westfalen

- 1922, 1. November:

Auflösung
- des ansonsten am 10. Januar 1920 nach Belgien umgegliederten Kreises Eupen und Eingliederung in den Stadtkreis Aachen
- des ansonsten am 10. Januar 1920 nach Belgien umgegliederten Kreises Malmedy und Eingliederung in die Kreise Monschau und Schleiden

Vergrößerung
- des Stadtkreises Aachen um die nicht nach Belgien umgegliederten Gemeindeteile Sief, Bildchen und Lichtenbusch des Kreises Eupen
- des Kreises Monschau um nicht nach Belgien umgegliederte Gemeindeteile des Kreises Malmedy
- des Kreises Schleiden um nicht nach Belgien umgegliederte Gemeindeteile des Kreises Malmedy

- 1923, 29. September:

Vergrößerung
- des Stadtkreises Coblenz um die Gemeinde Wallersheim des Landkreises Coblenz

- 1925, 25. November:

Änderung der Schreibweise
- des Stadtkreises Crefeld in Krefeld
- des Landkreises Crefeld in Landkreis Krefeld

- 1926, 14. Mai:

Änderung der Schreibweise
- des Stadtkreises Coblenz in Koblenz
- des Landkreises Coblenz in Landkreis Koblenz

- 1929, 1. August:

Auflösung
- des Landkreises Düsseldorf und Aufteilung auf die Stadtkreise Duisburg-Hamborn und Düsseldorf sowie den Kreis Düsseldorf-Mettmann
- des Landkreises Essen und Aufteilung auf den Kreis Düsseldorf-Mettmann sowie den Stadtkreis Essen
- des Kreises Gladbach und Aufteilung auf die Kreise Grevenbroich-Neuß sowie Kempen-Krefeld und die Stadtkreise Gladbach-Rheydt und Viersen
- des Landkreises Krefeld und Eingliederung in den Kreis Kempen-Krefeld sowie in den Stadtkreis Krefeld-Uerdingen am Rhein
- des Kreises Lennep und Aufteilung auf den Kreis Solingen-Lennep sowie die Stadtkreise Barmen-Elberfeld und Remscheid
- des Kreises Mettmann und Aufteilung auf den Kreis Düsseldorf-Mettmann sowie den Stadtkreis Barmen-Elberfeld
- des Landkreises Neuß und Aufteilung auf den Kreis Grevenbroich-Neuß sowie den Stadtkreis Neuß
- des Landkreises Solingen und Eingliederung in den Kreis Solingen-Lennep sowie den Stadtkreis Solingen

Ausgliederung
- der Stadt Viersen aus dem Kreis Gladbach

Eingliederung
- des Stadtkreises Osterfeld, Westfalen, in den Stadtkreis Oberhausen
- des Stadtkreises Sterkrade in den Stadtkreis Oberhausen
- des Kreises Grevenbroich in den Kreis Grevenbroich-Neuß

Neubildung
- des Stadtkreises Barmen-Elberfeld aus den Stadtkreisen Barmen und Elberfeld, den Städten Cronenberg und Vohwinkel des Kreises Mettmann sowie der Stadt Ronsdorf des Kreises Lennep
- des Stadtkreises Duisburg-Hamborn aus den Stadtkreisen Duisburg und Hamborn sowie den Gemeinden Huckingen und Mündelheim des Landkreises Düsseldorf
- des Stadtkreises Gladbach-Rheydt aus den Stadtkreisen München-Gladbach und Rheydt sowie den Gemeinden Giesenkirchen, Hardt, Odenkirchen und Schelsen des Kreises Gladbach
- des Stadtkreises Krefeld-Uerdingen am Rhein (Sonderfall einer „Dachgemeinschaft“ der zwei Städte Krefeld und Uerdingen) aus der Stadt Krefeld, der Gemeinde Benrad des Kreises Kempen sowie den Gemeinden Fischeln, Gellep-Stratum, Traar und Uerdingen des Landkreises Krefeld
- des Kreises Düsseldorf-Mettmann aus Gemeinden der Landkreise Düsseldorf und Essen sowie des Kreises Mettmann
- des Kreises Grevenbroich-Neuß aus dem Kreis Grevenbroich sowie Gemeinden des Landkreises Neuß und des Kreises Gladbach
- des Kreises Kempen-Krefeld aus Gemeinden der Kreise Geldern, Gladbach und Kempen sowie des Landkreises Krefeld
- des Kreises Solingen-Lennep aus Gemeinden des Landkreises Solingen und des Kreises Lennep

Vergrößerung
- des Stadtkreises Düsseldorf um die Gemeinden Benrath, Garath und Kaiserswerth des Landkreises Düsseldorf
- des Stadtkreises Essen um die Gemeinden Frillendorf, Heisingen, Karnap, Katernberg, Kray, Kupferdreh, Schonnebeck, Siebenhonnschaften, Steele, Stoppenberg, Überruhr und Werden des Landkreises Essen
- des Stadtkreises Neuß um die Gemeinden Grimlinghausen und Uedesheim des Landkreises Neuß
- des Stadtkreises Oberhausen um die Stadtkreise Osterfeld, Westfalen, und Sterkrade
- des Stadtkreises Remscheid um die Städte Lennep und Lüttringhausen des Kreises Lennep
- des Stadtkreises Solingen um die Gemeinden Gräfrath, Höhscheid, Ohligs und Wald des Landkreises Solingen

- 1930, 25. Januar:

Umbenennung
- des Stadtkreises Barmen-Elberfeld in Wuppertal

- 1930, 1. Juli:

Vergrößerung
- des Stadtkreises Trier um die Gemeinden Biewer, Euren, Kürenz, Olewig und Pallien des Landkreises Trier

- 1931, 19. März:

Vergrößerung
- des Kreises Monschau um Flurstücke, die von Belgien ins Deutsche Reich umgegliedert wurden

- 1931, 3. August:

Umbenennung
- des Kreises Solingen-Lennep in Rhein-Wupper-Kreis

- 1932, 1. Oktober:

Auflösung
- des Kreises Adenau und Aufteilung auf die Kreise Ahrweiler (Hauptteil) und Mayen
- des Kreises Rheinbach und Aufteilung auf den Landkreis Bonn (Hauptteil) und den Kreis Euskirchen
- des Kreises Waldbröl und Aufteilung auf den Oberbergischen Kreis und den Siegkreis

Eingliederung
- des Kreises Heinsberg in den Kreis Geilenkirchen
- des Kreises Meisenheim in den Kreis Kreuznach
- des Kreises Mülheim am Rhein in den Rheinisch-Bergischen Kreis
- des Kreises Wipperfürth in den Rheinisch-Bergischen Kreis

Neubildung
- des Oberbergischen Kreises aus den Kreisen Gummersbach und Waldbröl
- des Rheinisch-Bergischen Kreises aus den Kreisen Mülheim am Rhein und Wipperfürth

Umgliederung
- des Kreises Wetzlar in die Provinz Hessen-Nassau

Vergrößerung
- des Landkreises Aachen um die Gemeinden Hastenrath und Nothberg des Kreises Düren sowie die Gemeinde Schaufenberg des Kreises Jülich
- des Kreises Ahrweiler um Gemeinden des Kreises Adenau
- des Landkreises Bonn um Gemeinden des Kreises Rheinbach bei Abtretung von Gemeinden an den Landkreis Köln
- des Kreises Erkelenz um Gemeinden des Kreises Heinsberg
- des Kreises Euskirchen um Gemeinden des Kreises Rheinbach
- des Kreises Geilenkirchen um den Kreis Heinsberg
- des Landkreises Köln um die Gemeinden Wesseling und Keldenich des Landkreises Bonn
- des Kreises Kreuznach um den Kreis Meisenheim
- des Kreises Mayen um Gemeinden des Kreises Adenau
- des Oberbergischen Kreises um die meisten Gemeinden des Kreises Waldbröl
- des Siegkreises um die Gemeinden Dattenfeld und Rosbach des Kreises Waldbröl
- des Kreises Wetzlar um die Gemeinden Fellingshausen, Frankenbach, Hermannstein, Königsberg, Krumbach, Naunheim, Rodheim an der Bieber und Waldgirmes des Kreises Biedenkopf, Hessen-Nassau, sowie die Gemeinden Brandoberndorf, Cleeberg, Espa, Hasselborn und Weiperfelden des Kreises Usingen, Hessen-Nassau

- 1933, 10. August:

Umbenennung
- des Kreises Geilenkirchen in Kreis Geilenkirchen-Heinsberg

- 1933, 1. Oktober:

Auflösung
- des Stadtkreises Gladbach-Rheydt und Aufteilung auf die Stadtkreise München Gladbach und Rheydt

Neubildung
- des Stadtkreises München Gladbach aus einem Teil des Stadtkreises Gladbach-Rheydt (Wiedererrichtung)
- des Stadtkreises Rheydt aus einem Teil des Stadtkreises Gladbach-Rheydt (Wiedererrichtung)

- 1935, 1. Januar:

Vergrößerung
- des Kreises Geilenkirchen-Heinsberg um die Gemeinde Setterich des Kreises Jülich

- 1935, 1. März:

Umgliederung
- des Stadtkreises Saarbrücken, des Landkreises Saarbrücken, der Kreise Ottweiler, Saarlouis  und der Stammkreise Merzig und Sankt Wendel mitsamt dem Saargebiet nach Deutschland; keine Vereinigung der beiden Stammkreise mit den preußisch gebliebenen Restkreisen

- 1935, 1. April:

Umbenennung
- des Stadtkreises Duisburg-Hamborn in Duisburg

- 1935, 20. Juli:

Änderung der Schreibweise
- des Kreises Cleve in Kreis Kleve

- 1936, 13. Januar:

Umbenennung
- des Kreises Saarlouis in Kreis Saarlautern

- 1936, 1. April:

Vergrößerung
- des Kreises Jülich um die Gemeinden Körrenzig, Gevenich und Glimbach des Kreises Erkelenz

- 1937, 1. April:

Eingliederung
- des Restkreises Sankt Wendel-Baumholder in den Kreis Birkenfeld

Neubildung
- des Kreises Birkenfeld aus dem ursprünglich zu Oldenburg gehörenden Landesteil Birkenfeld und dem Restkreis Sankt Wendel-Baumholder

- 1937, 1. Juli:

Vergrößerung
- des Stadtkreises Koblenz um die Gemeinden Ehrenbreitstein, Horchheim, Metternich, Neudorf, Niederberg und Pfaffendorf des Landkreises Koblenz

- 1940, 25. April:

Umbenennung
- des Stadtkreises Krefeld-Uerdingen am Rhein in Krefeld

Anzahl der Stadt- und Landkreise
| Datum              | Stadtkreise Veränderung | Landkreise Veränderung | Stadtkreise Anzahl | Landkreise Anzahl |
| ------------------ | ----------------------- | ---------------------- | ------------------ | ----------------- |
| 1. Januar 1818     |                         |                        | 4                  | 63                |
| 15. Juni 1818      | 0                       | − 1                    | 4                  | 64                |
| 30. Oktober 1819   | 0                       | − 1                    | 4                  | 63                |
| 1. Februar 1820    | 0                       | − 1                    | 4                  | 62                |
| 16. August 1820    | − 1                     | 0                      | 3                  | 62                |
| 1. Oktober 1820    | 0                       | − 1                    | 3                  | 61                |
| 1. November 1820   | 0                       | − 1                    | 3                  | 60                |
| 1. Mai 1822        | 0                       | − 2                    | 3                  | 58                |
| 27. September 1823 | 0                       | − 2                    | 3                  | 56                |
| 17. Februar 1825   | 0                       | − 1                    | 3                  | 55                |
| 1. April 1835      | 0                       | + 1                    | 3                  | 56                |
| 3. Dezember 1857   | 0                       | + 1                    | 3                  | 57                |
| 1859               | 0                       | + 1                    | 3                  | 58                |
| 1. Juni 1861       | + 2                     | 0                      | 5                  | 58                |
| 15. September 1869 | 0                       | + 1                    | 5                  | 59                |
| 20. April 1872     | + 1                     | 0                      | 6                  | 59                |
| 14. Oktober 1872   | + 1                     | 0                      | 7                  | 59                |
| 28. Februar 1873   | + 1                     | 0                      | 8                  | 59                |
| 24. Januar 1874    | + 1                     | 0                      | 9                  | 59                |
| 1. Juli 1887       | 0                       | + 1                    | 9                  | 60                |
| 1. Oktober 1887    | + 2                     | 0                      | 11                 | 60                |
| 1. Januar 1888     | + 2                     | 0                      | 13                 | 60                |
| 1. April 1896      | + 1                     | 0                      | 14                 | 60                |
| 1. April 1901      | + 1                     | 0                      | 15                 | 60                |
| 1. Mai 1901        | + 1                     | 0                      | 16                 | 60                |
| 1. April 1904      | + 1                     | 0                      | 17                 | 60                |
| 1. April 1907      | + 1                     | 0                      | 18                 | 60                |
| 7. September 1909  | + 1                     | 0                      | 19                 | 60                |
| 1. April 1910      | 0                       | − 1                    | 19                 | 59                |
| 1. Mai 1911        | + 1                     | 0                      | 20                 | 59                |
| 1. April 1913      | + 1                     | 0                      | 21                 | 59                |
| 1. April 1914      | − 1                     | 0                      | 20                 | 59                |
| 1. Juli 1917       | + 1                     | 0                      | 21                 | 59                |
| 1. Oktober 1920    | − 1                     | − 3                    | 20                 | 56                |
| 1922               | 0                       | − 1                    | 20                 | 55                |
| 1. November 1922   | 0                       | − 2                    | 20                 | 53                |
| 1. August 1929     | − 2                     | − 5                    | 18                 | 48                |
| 1. August 1932     | 0                       | − 7                    | 18                 | 41                |
| 1. August 1933     | + 1                     | 0                      | 19                 | 41                |
| 1. März 1935       | + 1                     | + 6                    | 20                 | 47                |

## Sachsen
- 1818, 1. Januar:

Eingliederung
- des Stadtkreises Naumburg in den neuen Kreis Naumburg

Vergrößerung
- des Kreises Eckartsberga um die Gemeinde Großmonra des Kreises Weißensee
- des Kreises Jerichow II um die Gemeinden Bahnitz und Ritzahn des Kreises Westhavelland, Brandenburg

Neubildung
- des Kreises Naumburg aus dem Stadtkreis Naumburg und Gemeinden des Kreises Weißenfels

- 1818, 1. Oktober:

Eingliederung
- des Stadtkreises Erfurt in den Landkreis Erfurt

- 1819, 1. Januar:

Vergrößerung
- des Kreises Gardelegen um die Gemeinde Wernstedt des Kreises Salzwedel

- 1819, 10. November:

Vergrößerung
- des Kreises Delitzsch um die Gemeinden Roitzschgen und Schadendorf des Kreises Bitterfeld
- des Kreises Schweinitz um die Gemeinde Großau des Kreises Liebenwerda
- des Kreises Zeitz um die Gemeinden Aylsdorf, Beersdorf, Bornitz, Draschwitz, Aue, Lützkewitz, Predel, Profen, Reuden und Zangenberg des Kreises Weißenfels

- ca. 1820:

Umbenennung
- des Kreises Henneberg in Kreis Schleusingen
- des Kreises Neustadt in Kreis Ziegenrück
- des Kreises Obereichsfeld in Kreis Heiligenstadt
- des Kreises Untereichsfeld in Kreis Worbis

- 1825, 1. Januar:

Auflösung
- des Kreises Osterwieck und Aufteilung auf die Kreise Grafschaft Wernigerode und Halberstadt

Eingliederung
- des Stadtkreises Halberstadt in den neuen Kreis Halberstadt

Neubildung
- des Kreises Grafschaft Wernigerode aus Gemeinden des Kreises Osterwieck
- des Kreises Halberstadt aus dem Stadtkreis Halberstadt sowie Gemeinden der Kreise Oschersleben und Osterwieck

- 1828, 8. Mai:

Vergrößerung
- des Kreises Jerichow I um die Gemeinden Cracau und Prester des Stadtkreises Magdeburg
- des Kreises Wanzleben um die Gemeinde Buckau des Stadtkreises Magdeburg

- 1828, 1. Juli:

Vergrößerung
- des Kreises Merseburg um die Gemeinden Angersdorf und Passendorf des Stadtkreises Halle an der Saale
- des Saalkreises um die Gemeinden Böllberg, Diemitz, Giebichenstein und Wörmlitz des Stadtkreises Halle an der Saale

- 1862, 1. Januar:

Vergrößerung
- des Stadtkreises Magdeburg um die Stadt Buckau des Kreises Wanzleben

- 1872, 1. Januar:

Ausgliederung
- der Stadt Erfurt aus dem Kreis Erfurt

- 1876, 5. Juli:

Vergrößerung
- des Kreises Torgau um die Gemeinde Mahlitzsch des Kreises Wittenberg
- des Kreises Wittenberg um die Gemeinde Kurzlipsdorf des Kreises Schweinitz bei Abtretung der Gemeinde Mahlitzsch an den Kreis Torgau

- 1878, 28. März:

Vergrößerung
- des Kreises Naumburg um die Gemeinden Gieckau, Pohlitz, Rathewitz und Scheiplitz des Kreises Weißenfels

- 1882, 1. April:

Ausgliederung
- der Stadt Nordhausen aus dem Kreis Nordhausen

- 1888, 8. August:

Umbenennung
- des Kreises Nordhausen in Kreis Grafschaft Hohenstein

- 1891, 1. Januar:

Ausgliederung
- der Stadt Halberstadt aus dem Kreis Halberstadt

- 1892, 1. April:

Ausgliederung
- der Stadt Mühlhausen/Thüringen aus dem Kreis Mühlhausen

- 1899, 1. April:

Ausgliederung
- der Stadt Weißenfels aus dem Kreis Weißenfels

- 1900, 1. April:

Vergrößerung
- des Stadtkreises Halle an der Saale um die Gemeinden Kröllwitz, Giebichenstein und Trotha sowie den Gutsbezirk Gimritz des Saalkreises

- 1901:

Umbenennung
- des Landkreises Aschersleben in Kreis Quedlinburg

- 1901, 1. April:

Ausgliederung
- der Stadt Aschersleben aus dem Kreis Aschersleben
- der Stadt Zeitz aus dem Kreis Zeitz

- 1908, 1. April:

Ausgliederung
- der Stadt Eisleben aus dem Mansfelder Seekreis

Vergrößerung
- des Stadtkreises Magdeburg um die Gemeinde Rothensee des Kreises Wolmirstedt

- 1909, 1. April:

Ausgliederung
- der Stadt Stendal aus dem Kreis Stendal

- 1910, 1. April:

Vergrößerung
- des Stadtkreises Magdeburg um die Gemeinden Cracau und Prester des Kreises Jerichow I sowie die Gemeinden Fermersleben, Lemsdorf, Salbke und Westerhüsen des Kreises Wanzleben

- 1911, 1. April:

Ausgliederung
- der Stadt Quedlinburg aus dem Kreis Quedlinburg

Vergrößerung
- des Stadtkreises Erfurt um die Gemeinde Ilversgehofen des Landkreises Erfurt

- 1913, 1. April:

Vergrößerung
- des Kreises Calbe um die Gemeinden Elbenau und Grünewalde des Kreises Jerichow I

- 1914, 1. April:

Ausgliederung
- der Stadt Naumburg aus dem Kreis Naumburg

- 1921, 15. Februar:

Ausgliederung
- der Stadt Merseburg aus dem Kreis Merseburg

- 1922, 1. April:

Ausgliederung
- der Stadt Wittenberg aus dem Kreis Wittenberg

- 1924, 1. Juni:

Ausgliederung
- der Stadt Burg aus dem Kreis Jerichow I

- 1926, 1. April:

Vergrößerung
- des Stadtkreises Magdeburg um die Gemeinde Diesdorf des Kreises Wanzleben

- 1929:

Vergrößerung
- des Kreises Neuhaldensleben um den Gutsbezirk Gehringsdorf des Kreises Wanzleben (Eingemeindung nach Wormsdorf)

- 1930, 1. April:

Vergrößerung
- des Stadtkreises Burg um die Gemeinde Gütter des Kreises Jerichow I

- 1932, 1. Oktober:

Auflösung
- des Kreises Grafschaft Wernigerode und Aufteilung auf die Kreise Oschersleben und Wernigerode
- des Landkreises Halberstadt und Aufteilung auf die Kreise Oschersleben und Wernigerode

Eingliederung
- des Landkreises Erfurt in den Kreis Weißensee
- des Landkreises Naumburg in den Landkreis Weißenfels

Neubildung
- des Kreises Wernigerode aus dem Kreis Grafschaft Wernigerode, den meisten Gemeinden des Landkreises Halberstadt sowie den Gemeinden Elbingerode, Elend, Königshof und Rothehütte des Kreises Ilfeld (Provinz Hannover)

Vergrößerung
- des Kreises Gifhorn (Provinz Hannover) um die Gemeinden Hehlingen und Heßlingen des Kreises Gardelegen
- des Kreises Grafschaft Hohenstein um die meisten Gemeinden des Kreises Ilfeld (Provinz Hannover) und die Gemeinde Epschenrode des Kreises Worbis
- des Kreises Oschersleben um die Gemeinden Emersleben, Groß Quenstedt, Harsleben, Klein Quenstedt und Wehrstedt des Landkreises Halberstadt
- des Landkreises Weißenfels um den Landkreis Naumburg
- des Kreises Weißensee um den Landkreis Erfurt

- 1937, 1. Oktober:

Vergrößerung
- des Landkreises Delitzsch um die Gemeinde Ennewitz des Landkreises Merseburg

- 1938, 1. Oktober:

Umbenennung
- des Kreises Neuhaldensleben in Kreis Haldensleben

- 1941, 1. November:

Vergrößerung
- des Landkreises Wolfenbüttel (Land Braunschweig) um die Gemeinden Hornburg, Isingerode und Roklum des Landkreises Wernigerode
- des Landkreises Oschersleben um die Gemeinde Pabstorf des Landkreises Wolfenbüttel (Land Braunschweig)
- des Landkreises Wernigerode um die Gemeinde Hessen des Landkreises Wolfenbüttel  (Land Braunschweig)

- 1942, 1. April:

Vergrößerung
- des Landkreises Bitterfeld um die Gemeinde Wadendorf des Landkreises Dessau-Köthen, Anhalt

Anzahl der Stadt- und Landkreise
| Datum             | Stadtkreise Veränderung | Landkreise Veränderung | Stadtkreise Anzahl | Landkreise Anzahl |
| ----------------- | ----------------------- | ---------------------- | ------------------ | ----------------- |
| 31. Dezember 1817 |                         |                        | 5                  | 37                |
| 1. Januar 1818    | − 1                     | + 1                    | 4                  | 38                |
| 1. Oktober 1818   | − 1                     | 0                      | 3                  | 38                |
| 1. Januar 1825    | − 1                     | + 1                    | 2                  | 39                |
| 1. Januar 1872    | + 1                     | 0                      | 3                  | 39                |
| 1. April 1882     | + 1                     | 0                      | 4                  | 39                |
| 1. Januar 1891    | + 1                     | 0                      | 5                  | 39                |
| 1. April 1892     | + 1                     | 0                      | 6                  | 39                |
| 1. April 1899     | + 1                     | 0                      | 7                  | 39                |
| 1. April 1901     | + 2                     | 0                      | 9                  | 39                |
| 1. April 1908     | + 1                     | 0                      | 10                 | 39                |
| 1. April 1909     | + 1                     | 0                      | 11                 | 39                |
| 1. April 1911     | + 1                     | 0                      | 12                 | 39                |
| 1. April 1914     | + 1                     | 0                      | 13                 | 39                |
| 15. Februar 1921  | + 1                     | 0                      | 14                 | 39                |
| 1. April 1922     | + 1                     | 0                      | 15                 | 39                |
| 1. Juni 1924      | + 1                     | 0                      | 16                 | 39                |
| 1. Oktober 1932   | 0                       | − 3                    | 16                 | 36                |

## Schlesien
- 1817, März:

Umbenennung
- des Kreises Goldberg in Kreis Goldberg-Haynau

- 1825, 1. August:

Neubildung
- des Kreises Hoyerswerda aus Gemeinden des Kreises Spremberg-Hoyerswerda (Provinz Brandenburg)

- ca. 1850:

Änderung der Schreibweise
- des Kreises Creutzburg in Kreis Creuzburg

- 1855, 2. August:

Neubildung
- des Kreises Neurode aus Gemeinden des Kreises Glatz

- 1873, 27. März:

Neubildung
- der Kreise Kattowitz, Tarnowitz und Zabrze aus Gemeinden des Kreises Beuthen

- 1873, 1. Juli:

Ausgliederung
- der Stadt Görlitz aus dem Kreis Görlitz

- 1874, 1. Januar:

Ausgliederung
- der Stadt Liegnitz aus dem Kreis Liegnitz

- 1875, 17. Juni:

Vergrößerung
- des Kreises Frankenstein um die Gemeinde Kobelau des Kreises Nimptsch
- des Kreises Steinau um die Gemeinde Ibsdorf des Kreises Wohlau

- 1888, 29. Februar:

Umbenennung
- des Kreises Polnisch Wartenberg in Kreis Groß Wartenberg

- 1890, 1. April:

Ausgliederung
- der Stadt Beuthen aus dem Kreis Beuthen

- 1897, 1. April:

Ausgliederung
- der Stadt Gleiwitz aus dem Kreis Tost-Gleiwitz

Vergrößerung
- des Stadtkreises Breslau um die Gemeinden Kleinburg und Pöpelwitz des Landkreises Breslau

- 1898, 1. April:

Ausgliederung
- der Stadt Königshütte aus dem Landkreis Beuthen

- 1899, 1. April:

Ausgliederung
- der Stadt Kattowitz aus dem Kreis Kattowitz
- der Stadt Schweidnitz aus dem Kreis Schweidnitz

- 1899, 15. Mai:

Ausgliederung
- der Stadt Oppeln aus dem Kreis Oppeln

- ca. 1900:

Änderung der Schreibweise
- des Kreises Creuzburg in Kreis Kreuzburg

- 1904, 1. April:

Ausgliederung
- der Stadt Ratibor aus dem Kreis Ratibor

Vergrößerung
- des Stadtkreises Breslau um die Gemeinden bzw. Gutsbezirke Dürrgoy, Herdain, Leerbeutel und Morgenau des Landkreises Breslau

- 1907, 1. April:

Ausgliederung
- der Stadt Brieg aus dem Kreis Brieg

- 1910, 1. April:

Vergrößerung
- des Stadtkreises Ratibor um die Gemeinde Plania des Landkreises Ratibor

- 1911, 1. April:

Vergrößerung
- des Stadtkreises Breslau um die Gemeinde Gräbschen des Landkreises Breslau

- 1911, 1. Juni:

Ausgliederung
- der Stadt Neisse aus dem Kreis Neisse

- 1915, 13. Oktober:

Umbenennung
- des Kreises Zabrze in Kreis Hindenburg in Oberschlesien

- 1920, 10. Januar:

Umgliederung
- von Gemeinden der Kreise Groß Wartenberg, Guhrau, Militsch und Namslau nach Polen
- von Gemeinden des Kreises Ratibor in die Tschechoslowakei

Vergrößerung
- des im Deutschen Reich verbliebenen Teils des Kreises Guhrau um Gemeinden der Kreise Lissa und Rawitsch
- des im Deutschen Reich verbliebenen Teils des Kreises Militsch um Gemeinden der Kreise Krotoschin und Rawitsch

- 1920, 1. April:

Ausgliederung
- der Stadt Glogau aus dem Kreis Glogau

- 1921, 1. Januar:

Vergrößerung
- des Stadtkreises Neisse um die Gemeinde Ober Neuland des Landkreises Neisse

- 1922, 1. April:

Ausgliederung
- der Stadt Grünberg in Schlesien aus dem Kreis Grünberg in Schlesien
- der Stadt Hirschberg im Riesengebirge aus dem Kreis Hirschberg im Riesengebirge

- 1922, 15. Juni:

Umgliederung
- der Stadtkreise Kattowitz und Königshütte, Teilen des Stadtkreises Beuthen, des Landkreises Kattowitz und des Kreises Pleß sowie von Gemeinden des Landkreises Beuthen sowie der Kreise Groß Strehlitz, Hindenburg in Oberschlesien, Lublinitz, Rybnik, Tarnowitz und Tost-Gleiwitz nach Polen

- 1924, 1. April:

Ausgliederung
- der Stadt Waldenburg (Schlesien) aus dem Kreis Waldenburg

- 1925, 1. Oktober:

Vergrößerung
- des Stadtkreises Görlitz um die Gemeinde Rauschwalde des Landkreises Görlitz

- 1926, 1. Oktober:

Vergrößerung
- des Landkreises Neisse um die Gemeinde Kattersdorf des Kreises Münsterberg

- 1927, 1. Januar:

Auflösung
- des Landkreises Beuthen (Restkreis) und Aufteilung auf den Kreis Beuthen-Tarnowitz und den Stadtkreis Beuthen
- des Landkreises Hindenburg in Oberschlesien (Restkreis) und Aufteilung auf die Stadtkreise Gleiwitz und Hindenburg
- des Kreises Lublinitz (Restkreis) und Eingliederung in den Kreis Guttentag
- des Kreises Rybnik (Restkreis) und Aufteilung auf die Kreise Ratibor und Tost-Gleiwitz
- des Kreises Tarnowitz (Restkreis) und Eingliederung in den Kreis Beuthen-Tarnowitz

Ausgliederung
- der Stadt Hindenburg in Oberschlesien aus dem Kreis Hindenburg in Oberschlesien (Restkreis)

Neubildung
- des Kreises Guttentag aus dem Kreis Lublinitz (Restkreis) und Gemeinden des Landkreises Oppeln sowie der Kreise Groß Strehlitz und Rosenberg in Oberschlesien
- des Kreises Beuthen-Tarnowitz aus Gemeinden der Landkreise Landkreises Beuthen (Restkreis) und Kreis Tarnowitz (Restkreis)

Vergrößerung
- des Stadtkreises Beuthen um die Gemeinde Roßberg des Landkreises Beuthen (Restkreis)
- des Landkreises Ratibor um die Gemeinden bzw. Gutsbezirke Dollendzin, Ehrenfeld, Habicht und Mosurau des Kreises Cosel sowie Barglowka, Groß Rauden, Gurek, Jankowitz-Rauden, Klein Rauden, Rennersdorf, Stanitz und Stodoll des Restkreises Rybnik
- des Stadtkreises Ratibor um die Gemeinden Ostrog und Studzienna des Landkreises Ratibor

- 1927, 9. Juli:

Umbenennung
- des Stadtkreises Hirschberg in Hirschberg im Riesengebirge

- 1928, 1. April:

Vergrößerung
- des Stadtkreises Breslau um zahlreiche Gemeinden des Landkreises Breslau, die Gemeinden Deutsch Lissa und Rathen des Kreises Neumarkt sowie um die Gemeinde Hundsfeld des Kreises Oels

- 1928, 15. September:

Umbenennung
- des Kreises Reichenbach in Kreis Reichenbach (Eulengebirge)

- 1929, 1. Juli:

Vergrößerung
- des Stadtkreises Görlitz um die Gemeinde Moys des Landkreises Görlitz

- 1932, 1. Oktober:

Auflösung
- des Kreises Freystadt und Aufteilung auf den Kreis Glogau und den Landkreis Grünberg (Hauptteil)
- des Kreises Jauer und Aufteilung auf den Kreis Goldberg und den Landkreis Liegnitz (Hauptteil)
- des Kreises Münsterberg und Aufteilung auf die Kreise Frankenstein in Schlesien (Hauptteil) und Strehlen
- des Kreises Nimptsch und Aufteilung auf den Landkreis Breslau und die Kreise Frankenstein in Schlesien, Reichenbach (Eulengebirge) (Hauptteil) und Strehlen
- des Kreises Ohlau und Aufteilung auf die Kreise Brieg (Hauptteil) und Strehlen
- des Kreises Sagan und Aufteilung auf die Kreise Grünberg, Rothenburg und Sprottau (Hauptteil)
- des Kreises Schönau und Aufteilung auf die Kreise Goldberg (Hauptteil) und Landeshut sowie auf den Landkreis Hirschberg im Riesengebirge
- des Kreises Steinau und Aufteilung auf die Kreise Glogau, Lüben und Wohlau (Hauptteil)
- des Kreises Striegau und Aufteilung auf den Kreis Neumarkt und den Landkreis Schweidnitz (Hauptteil)

Eingliederung
- des Kreises Bolkenhain in den Kreis Landeshut
- des Kreises Goldberg-Haynau in den Kreis Goldberg
- des Kreises Neurode in den Kreis Glatz

Neubildung
- des Kreises Goldberg aus dem Kreis Goldberg-Haynau sowie Gemeinden der Kreise Schönau und Jauer

Vergrößerung
- des Landkreises Breslau um Gemeinden der Kreise Neumarkt und Nimptsch sowie des Landkreises Schweidnitz
- des Kreises Brieg um Gemeinden des Kreises Ohlau
- des Kreises Frankenstein in Schlesien um Gemeinden der Kreise Münsterberg und Nimptsch bei Abtretung der Gemeinde Wiltsch an den Kreis Glatz
- des Kreises Glatz um den Kreis Neurode sowie um die Gemeinde Wiltsch des Kreises Frankenstein sowie die Gemeinde Neu Wilmsdorf des Kreises Habelschwerdt
- des Kreises Glogau um Gemeinden des Kreises Freystadt und um die Gemeinde Rostersdorf des Kreises Steinau
- des Landkreises Grünberg um Gemeinden der Kreise Freystadt und Sagan
- des Kreises Guhrau um Gemeinden des Kreises Wohlau
- des Landkreises Hirschberg im Riesengebirge um Gemeinden des Kreises Schönau bei Abtretung von Gemeinden an den Kreis Landeshut
- des Kreises Landeshut um den Kreis Bolkenhain und um Gemeinden des Kreises Goldberg sowie des Landkreises Hirschberg im Riesengebirge
- des Landkreises Liegnitz um Gemeinden des Kreises Jauer und um die Gemeinde Siegendorf des Kreises Schönau
- des Kreises Lüben um Gemeinden des Kreises Steinau
- des Kreises Neumarkt um Gemeinden des Kreises Striegau bei Abtretung von Gemeinden an den Landkreis Breslau und der Gemeinde Borganie an den Landkreis Schweidnitz
- des Kreises Rothenburg (Oberlausitz) um Gemeinden des Kreises Sagan
- des Landkreises Schweidnitz um Gemeinden des Kreises Striegau und um die Gemeinde Borganie des Kreises Neumarkt bei gleichzeitiger Abtretung von Gemeinden an den Landkreis Breslau
- des Kreises Sprottau um Gemeinden des Kreises Sagan
- des Kreises Strehlen um Gemeinden der Kreise Münsterberg, Nimptsch und Ohlau
- des Kreises Wohlau um Gemeinden des Kreises Steinau bei gleichzeitiger Abtretung von Gemeinden an den Kreis Guhrau

- 1933, 1. Oktober:

Eingliederung
- des Stadtkreises Grünberg in Schlesien in den Landkreis Grünberg

Neubildung
- des Kreises Freystadt aus Gemeinden des Landkreises Grünberg (Wiedererrichtung)
- des Kreises Jauer aus Gemeinden des Kreises Landeshut und des Landkreises Liegnitz (Wiedererrichtung)
- des Kreises Ohlau aus Gemeinden des Kreises Brieg (Wiedererrichtung)

- 1934, 1. April:

Vergrößerung
- des Landkreises Waldenburg (Schlesien) um Gemeinden der Kreise Jauer und Landeshut bei Abtretung von Gemeinden an den Stadtkreis Waldenburg (Schlesien)

- 1936, 1. April:

Vergrößerung
- des Kreises Landeshut um die Gemeinden Merzdorf, Rudelstadt und Ruhbank des Kreises Jauer

- 1937, 1. Oktober:

Vergrößerung
- des Kreises Lauban um die Gemeinde Gräflich Hernsdorf des Kreises Löwenberg

- 1938, 1. April:

Vergrößerung
- des Kreises Bunzlau um die Gemeinden Heiligensee, Mühlbock, Schnellfurt und Tiefenfurt des Landkreises Görlitz sowie die Gemeinde Heiligensee des Kreises Sprottau

- 1938, 1. Oktober:

Vergrößerung
- des Kreises Grünberg um die Gemeinden Bruchdorf, Fleißwiese, Friedendorf, Kreutz, Ostlinde, Ostweide, Pfalzdorf, Ruden, Schönforst und Schwenten des Kreises Bomst (Grenzmark Posen-Westpreußen) sowie die Gemeinde Lache des Kreises Fraustadt (Grenzmark Posen-Westpreußen)

- 1939, 1. März:

Vergrößerung
- des Kreises Groß Strehlitz um die Gemeinde Karmerau des Landkreises Oppeln

- 1939, 15. April:

Vergrößerung
- des Kreises Ratibor um die Gemeinden des Hultschiner Ländchens aus der Tschechoslowakei

Anzahl der Stadt- und Landkreise
| Datum           | Stadtkreise Veränderung | Landkreise Veränderung | Stadtkreise Anzahl | Landkreise Anzahl |
| --------------- | ----------------------- | ---------------------- | ------------------ | ----------------- |
| 1. Januar 1818  |                         |                        | 1                  | 56                |
| 1. August 1825  | 0                       | + 1                    | 1                  | 57                |
| 26. August 1854 | 0                       | + 1                    | 1                  | 58                |
| 27. März 1873   | 0                       | + 3                    | 1                  | 61                |
| 1. Juli 1873    | + 1                     | 0                      | 2                  | 61                |
| 1. Januar 1874  | + 1                     | 0                      | 3                  | 61                |
| 1. April 1890   | + 1                     | 0                      | 4                  | 61                |
| 1. April 1897   | + 1                     | 0                      | 5                  | 61                |
| 1. April 1898   | + 1                     | 0                      | 6                  | 61                |
| 1. April 1899   | + 2                     | 0                      | 8                  | 61                |
| 15. Mai 1899    | + 1                     | 0                      | 9                  | 61                |
| 1. April 1904   | + 1                     | 0                      | 10                 | 61                |
| 1. April 1907   | + 1                     | 0                      | 11                 | 61                |
| 1. Juli 1911    | + 1                     | 0                      | 12                 | 61                |
| 1. April 1920   | + 1                     | 0                      | 13                 | 61                |
| (1. April) 1922 | 0                       | − 2                    | 13                 | 59                |
| 1. April 1924   | + 1                     | 0                      | 14                 | 59                |
| 1. Januar 1927  | + 1                     | − 3                    | 15                 | 56                |
| 1. Oktober 1932 | 0                       | − 11                   | 15                 | 45                |
| 1. Oktober 1933 | − 1                     | + 3                    | 14                 | 48                |
| 15. April 1939  | 0                       | + 1                    | 14                 | 49                |

## Schleswig-Holstein
- 1876, 1. Juli:

Neubildung
- des Kreises Herzogtum Lauenburg, vorher ein selbstständiges Herzogtum

- 1878, 25. Oktober:

Vergrößerung
- des Kreises Rendsburg um zahlreiche Gemeinden des Kreises Eckernförde

- 1883, 14. November:

Ausgliederung
- der Stadt Kiel aus dem Kreis Kiel

- 1889, 1. April:

Ausgliederung
- der Stadt Flensburg aus dem Kreis Flensburg

- 1890, 1. April:

Vergrößerung
- des Stadtkreises Altona um die Gemeinden Bahrenfeld, Othmarschen und Övelgönne des Kreises Pinneberg

- 1891, 18. Februar:

Umgliederung
- der bisher zu Großbritannien gehörenden Inselgemeinde Helgoland in den Kreis Süderdithmarschen

- 1893, 1. April:

Vergrößerung
- des Stadtkreises Kiel um die Gemeinde Wik des Landkreises Kiel

- 1900, 1. Mai:

Vergrößerung
- des Stadtkreises Flensburg um die Gemeinde Jürgensgaard des Landkreises Flensburg

- 1901, 1. April:

Ausgliederung
- der Stadt Neumünster aus dem Landkreis Kiel
- der Stadt Wandsbek aus dem Kreis Stormarn

Vergrößerung
- des Stadtkreises Kiel um die Gemeinde Gaarden des Kreises Plön

- 1907, 18. Juni:

Umbenennung
- des Landkreises Kiel in Kreis Bordesholm

- 1910, 1. April:

Vergrößerung
- des Stadtkreises Flensburg um die Gemeinden Twedterholz, Twedt, Fruerlund und Engelsby des Landkreises Flensburg
- des Stadtkreises Kiel um die Gemeinden Gaarden, Hassee, Hasseldieksdamm und Wellingdorf des Kreises Bordesholm sowie die Gemeinde Ellerbek des Kreises Plön

- 1920, 15. Juni:

Umgliederung
- der Kreise Apenrade, Hadersleben und Sonderburg, des Nordteils des Kreises Tondern sowie der Gemeinden Fröslee, Kragelund, Weibek, Bau, Norderschmedeby, Krusau, Kollund und Hoenschnap des Landkreises Flensburg nach Dänemark

- 1920, 19. Oktober:

Umbenennung
- des Kreises Tondern in Kreis Südtondern

- 1922, 1. Oktober:

Neubildung
- des Kreises Helgoland aus der Gemeinde Helgoland des Kreises Süderdithmarschen

Vergrößerung
- des Stadtkreises Kiel um die Gemeinden Friedrichsort, Holtenau und Pries des Kreises Eckernförde

- 1924, 1. Mai:

Vergrößerung
- des Stadtkreises Kiel um die Gemeinde Neumühlen-Dietrichsdorf des Kreises Bordesholm

- 1927, 1. Juli:

Vergrößerung
- des Stadtkreises Altona um die Gemeinden Blankenese, Eidelstedt, Groß Flottbek, Klein Flottbek, Lurup, Nienstedten, Osdorf, Rissen, Stellingen-Langenfelde und Sülldorf des Kreises Pinneberg
- des Stadtkreises Wandsbek um die Gemeinden Jenfeld und Tonndorf-Lohe des Kreises Stormarn

- 1932, 1. Oktober:

Auflösung
- des Kreises Bordesholm und Aufteilung auf die Kreise Plön, Rendsburg (Hauptteil) und Segeberg

Eingliederung
- des Kreises Eiderstedt in den Kreis Husum-Eiderstedt
- des aus der Gemeinde Helgoland bestehenden Kreises Helgoland in den Kreis Pinneberg
- des Kreises Husum in den Kreis Husum-Eiderstedt
- des Kreises Norderdithmarschen in den Kreis Dithmarschen
- des Kreises Süderdithmarschen in den Kreis Dithmarschen

Neubildung
- des Kreises Dithmarschen aus den Kreisen Norderdithmarschen und Süderdithmarschen
- des Kreises Husum-Eiderstedt aus den Kreisen Eiderstedt und Husum

Vergrößerung
- des Kreises Pinneberg um den Kreis Helgoland
- des Kreises Plön um Gemeinden des Kreises Bordesholm
- des Kreises Rendsburg um Gemeinden des Kreises Bordesholm
- des Kreises Segeberg um Gemeinden des Kreises Bordesholm

- 1933, 1. Oktober:

Auflösung
- des Kreises Dithmarschen und Aufteilung auf die Kreise Norder- und Süderdithmarschen
- des Kreises Husum-Eiderstedt und Aufteilung auf die Kreise Eiderstedt und Husum

Neubildung
- des Kreises Eiderstedt aus Gemeinden des Kreises Husum-Eiderstedt (Wiedererrichtung)
- des Kreises Husum aus Gemeinden des Kreises Husum-Eiderstedt (Wiedererrichtung)
- des Kreises Norderdithmarschen aus Gemeinden des Kreises Dithmarschen (Wiedererrichtung)
- des Kreises Süderdithmarschen aus Gemeinden des Kreises Dithmarschen (Wiedererrichtung)

- 1937, 1. April:

Eingliederung
- des Stadtkreises Altona als Stadt Altona in das Land Hamburg
- des Landes Lübeck als Stadtkreis in die Provinz Schleswig-Holstein
- des Stadtkreises Wandsbek als Stadt Wandsbek in das Land Hamburg

Neubildung
- des Kreises Eutin aus dem Landesteil Lübeck des Landes Oldenburg sowie den Gemeinden Kurau, Dissau, Krumbeck und Malkendorf des Landes Lübeck

Vergrößerung
- der Hansestadt Hamburg um die Stadtkreise Altona, Harburg-Wilhelmsburg (Provinz Hannover) und Wandsbek, um Gemeinden der Kreise Harburg (Provinz Hannover), um die Gemeinde Lokstedt des Kreises Pinneberg, um Gemeinden des Kreises Stormarn sowie um die Gemeinde Cranz des Kreises Stade (Provinz Hannover) bei Abtretung der Stadt Cuxhaven an die Provinz Hannover, der Gemeinde Großhansdorf an den Kreis Stormarn und der Stadt Geesthacht an den Kreis Herzogtum Lauenburg
- des Kreises Herzogtum Lauenburg um die Stadt Geesthacht des Landes Hamburg, die Gemeinden Düchelsdorf, Sierksrade, Behlendorf, Hollenbek, Albsfelde, Giesensdorf, Harmsdorf, Nusse, Poggensee, Ritzerau, Groß Schretstaken, Klein Schretstaken und Tramm des Landes Lübeck sowie die Gemeinden Hammer, Mannhagen, Panten, Horst, Walksfelde und Domhof Ratzeburg des Landkreises Schönberg (Mecklenburg)
- des Kreises Stormarn um die Gemeinde Großhansdorf des Landes Hamburg

- 1938, 1. April:

Vergrößerung
- des Stadtkreises Neumünster um die Gemeinde Brachenfeld des Kreises Plön

- 1939, 1. April:

Vergrößerung
- der kreisfreien Stadt Kiel um die Gemeinde Elmschenhagen des Kreises Plön

Anzahl der Stadt- und Landkreise
| Datum              | Stadtkreise Veränderung | Landkreise Veränderung | Stadtkreise Anzahl | Landkreise Anzahl |
| ------------------ | ----------------------- | ---------------------- | ------------------ | ----------------- |
| 22. September 1867 |                         |                        | 1                  | 19                |
| 23. Juni 1876      | 0                       | + 1                    | 1                  | 20                |
| 14. November 1883  | + 1                     | 0                      | 2                  | 20                |
| 1. April 1889      | + 1                     | 0                      | 3                  | 20                |
| 1. April 1901      | + 2                     | 0                      | 5                  | 20                |
| 15. Juni 1920      | 0                       | − 3                    | 5                  | 17                |
| 1. Oktober 1922    | 0                       | + 1                    | 5                  | 18                |
| 1. Oktober 1932    | 0                       | − 4                    | 5                  | 14                |
| 1. Oktober 1933    | 0                       | + 2                    | 5                  | 16                |
| 1. April 1937      | − 1                     | + 1                    | 4                  | 17                |

## Westfalen
- 1817, 1. Juni:

Umgliederung
- des Kreises Siegen aus dem Regierungsbezirk Koblenz der Rheinprovinz in den Regierungsbezirk Arnsberg

- 1817, 11. Juni:

Eingliederung
- des Stadtkreises Minden in den Kreis Minden

- 1819, 1. Januar:

Umbenennung
- des Kreises Bilstein in Kreis Olpe

Auflösung
- des Kreises Medebach und Aufteilung auf die Kreise Brilon und Eslohe

Neubildung
- des Kreises Eslohe aus den Gemeinden Calle, Cobbenrode, Eslohe, Eversberg, Meschede, Oedingen, Reiste, Remblinghausen, Schliprüthen, Schönholthausen, Velmede und Wenholthausen des Kreises Arnsberg sowie der Westhälfte des Kreises Medebach

Vergrößerung
- des Kreises Arnsberg um die Gemeinden Allendorf, Enkhausen, Hagen, Stockum und Voßwinkel des Kreises Iserlohn sowie die Gemeinden Allagen, Belecke, Hirschberg, Mülheim und Warstein des Kreises Soest
- des Kreises Bochum um die Gemeinde Harpen des Kreises Dortmund
- des Kreises Brilon um die Gemeinden Altastenberg, Brunskappel, Deifeld, Düdinghausen, Grönebach, Hallenberg, Hesborn, Medebach, Silbach, Winterberg und Züschen des Kreises Medebach
- des Kreises Dortmund um die Gemeinden Annen und Wullen des Kreises Bochum
- des Kreises Hagen um die Bürgermeisterei Sprockhövel des Kreises Bochum und die Bürgermeisterei Herdecke des Kreises Dortmund
- des Kreises Hamm um die Gemeinden Wickede und Wiehagen des Kreises Arnsberg
- des Kreises Lippstadt um die Gemeinde Mellrich des Kreises Soest
- des Kreises Olpe um die Gemeinde Märkisch Valbert des Kreises Altena
- des Kreises Soest um die Gemeinden Bremen, Büderich, Scheidingen, Werl und Westönnen des Kreises Arnsberg

- 1832, 1. Januar:

Umbenennung
- des Kreises Rahden in Kreis Lübbecke

Auflösung
- des Kreises Bünde und Aufteilung auf die Kreise Herford (Hauptteil) und Lübbecke

Eingliederung
- des Kreises Brakel in den Kreis Höxter

Vergrößerung
- des Kreises Altena um die Bürgermeisterei Valbert des Kreises Olpe
- des Kreises Arnsberg um die Gemeinden Affeln und Balve des Kreises Iserlohn sowie die Gemeinde Wildewiese aus dem Kreis Eslohe
- des Kreises Bielefeld um die Bürgermeisterei Jöllenbeck des Kreises Herford
- des Kreises Büren um die Gemeinden Oberntudorf und Niederntudorf des Kreises Paderborn
- des Kreises Herford um die meisten Gemeinden des Kreises Bünde bei Abtretung der Bürgermeisterei Jöllenbeck an den Kreis Bielefeld und von Gemeinden an den Kreis Minden
- des Kreises Lübbecke um die Gemeinden Ahlsen, Büttendorf, Hüllhorst, Bröderhausen, Holsen, Schnathorst, Tengern und Oberbauerschaft des Kreises Bünde
- des Kreises Lüdinghausen um die Gemeinde Appelhülsen des Landkreises Münster
- des Kreises Minden um die Gemeinden Dehme, Niederbecksen und Rehme des Kreises Herford
- des Landkreises Münster um die Gemeinde Havixbeck des Kreises Coesfeld
- des Kreises Tecklenburg um die Gemeinde Ladbergen des Landkreises Münster

- 1832, 2. September:

Umbenennung
- des Kreises Eslohe in Kreis Meschede

- 1835:

Änderung der Schreibweise
- des Kreises Koesfeld in Kreis Coesfeld

- 1838, 1. Januar:

Vergrößerung
- des Landkreises Münster um die Gemeinde Appelhülsen des Kreises Lüdinghausen

- 1857, 1. Februar:

Vergrößerung
- des Kreises Tecklenburg um die Gemeinde Lienen des Kreises Warendorf

- 1875, 15. Februar:

Ausgliederung
- der Stadt Dortmund aus dem Kreis Dortmund

- 1876, 24. Mai:

Ausgliederung
- der Stadt Bochum aus dem Kreis Bochum

- 1878, 1. Oktober:

Ausgliederung
- der Stadt Bielefeld aus dem Kreis Bielefeld

- 1881, 1. April:

Vergrößerung
- des Kreises Mettmann (Rheinprovinz) um die Gemeinde Oberbonsfeld des Landkreises Bochum

- 1885, 1. Juli:

Neubildung
- der Kreise Gelsenkirchen und Hattingen aus Gemeinden des Landkreises Bochum

- 1887, 1. April:

Ausgliederung
- der Stadt Hagen aus dem Kreis Hagen

Neubildung
- des Kreises Hörde aus Gemeinden des Landkreises Dortmund
- des Kreises Schwelm aus Gemeinden des Kreises Hagen

- 1897, 1. April:

Ausgliederung
- der Stadt Gelsenkirchen aus dem Kreis Gelsenkirchen

- 1899, 1. April:

Ausgliederung
- der Stadt Witten aus dem Landkreis Bochum

- 1901, 1. April:

Ausgliederung
- der Stadt Hamm aus dem Kreis Hamm
- der Stadt Recklinghausen aus dem Kreis Recklinghausen

Vergrößerung
- des Stadtkreises Hagen um die Gemeinden Delstern, Eckesey und Eppenhausen des Landkreises Hagen

- 1903, 1. April:

Vergrößerung
- des Stadtkreises Gelsenkirchen um die Gemeinden Bismarck, Bulmke, Heßler, Hüllen, Schalke und Ückendorf des Landkreises Gelsenkirchen
- des Stadtkreises Münster um die Gemeinden Lamberti und Überwasser des Landkreises Münster

- 1904, 1. April:

Vergrößerung
- des Stadtkreises Bochum um die Gemeinden Grumme, Hamme, Hofstede und Wiemelhausen des Landkreises Bochum

- 1905, 1. April:

Vergrößerung
- des Stadtkreises Dortmund um die Gemeinde Cörne des Landkreises Dortmund

- 1906, 1. Juli:

Ausgliederung
- der Stadt Herne aus dem Landkreis Bochum

- 1907, 1. April:

Ausgliederung
- der Stadt Iserlohn aus dem Kreis Iserlohn
- der Stadt Lüdenscheid aus dem Kreis Altena

- 1908, 1. April:

Vergrößerung
- des Stadtkreises Herne um die Gemeinden Baukau und Horsthausen des Landkreises Bochum

- 1911, 1. April:

Ausgliederung
- der Stadt Herford aus dem Kreis Herford
- der Stadt Hörde aus dem Kreis Hörde

- 1912, 1. Februar:

Ausgliederung
- der Stadt Buer aus dem Landkreis Recklinghausen

- 1914, 10. Juni:

Vergrößerung
- des Stadtkreises Dortmund um die Gemeinden Deusen, Dorstfeld, Eving, Huckarde, Kemminghausen, Lindenhorst, Rahm und Wischlingen des Landkreises Dortmund

- 1918, 1. April:

Vergrößerung
- des Stadtkreises Dortmund um die Gemeinden Brackel und Wambel des Landkreises Dortmund

- 1921, 1. Januar:

Ausgliederung
- der Städte Bottrop und Gladbeck aus dem Landkreis Recklinghausen

- 1922, 1. Januar:

Ausgliederung
- der Stadt Osterfeld aus dem Landkreis Recklinghausen

- 1922, 5. August:

Vergrößerung
- des Stadtkreises Barmen (Rheinprovinz) um die Gemeinden Langerfeld und Nächstebreck des Kreises Schwelm

- 1923, 1. März:

Ausgliederung
- der Stadt Siegen aus dem Kreis Siegen

- 1923, 1. September:

Ausgliederung
- der Stadt Bocholt aus dem Kreis Borken

- 1924, 1. Januar:

Vergrößerung
- des Stadtkreises Gelsenkirchen um die Gemeinde Rotthausen des Landkreises Essen

- 1926, 1. April:

Auflösung
- des Landkreises Gelsenkirchen und Aufteilung auf die Stadtkreise Wanne-Eickel und Wattenscheid

Neubildung
- des Stadtkreises Wanne-Eickel aus den Gemeinden Eickel, Röhlinghausen und Wanne des Landkreises Gelsenkirchen
- des Stadtkreises Wattenscheid aus den Gemeinden Eppendorf, Günnigfeld, Höntrop, Leithe, Munscheid, Sevinghausen, Wattenscheid und Westenfeld des Landkreises Gelsenkirchen

Vergrößerung
- des Stadtkreises Bochum um die Gemeinden Altenbochum, Bergen, Hordel, Riemke und Weitmar des Landkreises Bochum
- des Stadtkreises Recklinghausen um die Gemeinden Recklinghausen-Land (teilweise) und Suderwich des Landkreises Recklinghausen
- des Landkreises Dortmund um die Gemeinde Bladenhorst des Landkreises Bochum (Eingemeindung nach Castrop-Rauxel)

- 1928, 1. April:

Auflösung
- des Landkreises Dortmund und Aufteilung auf die Stadtkreise Castrop-Rauxel, Dortmund, Herne und Lünen

Eingliederung
- des Stadtkreises Buer in den Stadtkreis Gelsenkirchen-Buer
- des Stadtkreises Gelsenkirchen in den Stadtkreis Gelsenkirchen-Buer
- des Stadtkreises Hörde in den Stadtkreis Dortmund

Neubildung
- des Stadtkreises Castrop-Rauxel aus den Gemeinden Castrop-Rauxel und Deininghausen des Landkreises Dortmund
- des Stadtkreises Gelsenkirchen-Buer aus den Stadtkreisen Buer und Gelsenkirchen sowie der Gemeinde Horst des Landkreises Recklinghausen
- des Stadtkreises Lünen aus den Gemeinden Lünen und Brambauer des Landkreises Dortmund

Vergrößerung
- des Stadtkreises Dortmund um den Stadtkreis Hörde sowie die Gemeinden Asseln, Grevel, Husen, Kurl, Lanstrop, Wickede, Brechten, Holthausen bei Brechten, Derne, Kirchderne, Bövinghausen bei Lütgendortmund, Kirchlinde, Kley, Lütgendortmund, Oespel, Marten, Bodelschwingh, Brüninghausen, Ellinghausen, Mengede, Nette und Westerfilde des Landkreises Dortmund
- des Stadtkreises Herne um die Gemeinden Börnig, Sodingen und Holthausen bei Castrop des Landkreises Dortmund

- 1929, 1. August:

Auflösung
- des Landkreises Bochum und Aufteilung auf die Stadtkreise Bochum, Dortmund und Witten
- des Landkreises Hagen und Aufteilung auf den Ennepe-Ruhrkreis sowie die Stadtkreise Hagen und Witten
- des Kreises Hattingen und Aufteilung auf den Ennepe-Ruhrkreis und den Stadtkreis Bochum
- des Kreises Hörde und Aufteilung auf die Stadtkreise Dortmund und Witten sowie die Landkreise Hamm und Iserlohn
- des Kreises Schwelm und Eingliederung in den Ennepe-Ruhrkreis

Eingliederung
- des Stadtkreises Osterfeld in den Stadtkreis Oberhausen (Rheinprovinz)

Neubildung
- des Ennepe-Ruhrkreises aus dem Landkreis Hagen sowie den Kreisen Hattingen und Schwelm

Vergrößerung
- des Stadtkreises Bochum um die Gemeinden Gerthe, Laer, Langendreer, Querenburg und Werne des Landkreises Bochum sowie die Gemeinden Linden-Dahlhausen und Stiepel des Kreises Hattingen
- des Stadtkreises Dortmund um die Gemeinde Somborn (teilweise) des Landkreises Bochum sowie die Gemeinden Aplerbeck, Barop, Berghofen, Kirchhörde, Schüren, Sölde, Syburg und Wellinghofen des Kreises Hörde
- des Stadtkreises Hagen um die Gemeinden Boele, Fley, Halden, Haspe, Herbeck, Holthausen und Vorhalle des Landkreises Hagen
- des Stadtkreises Witten um die Gemeinden Düren und Stockum des Landkreises Bochum, die Gemeinde Bommern des Landkreises Hagen sowie die Gemeinde Annen des Landkreises Hörde
- des Landkreises Hamm um die Gemeinden Hengsen, Opherdicke und Holzwickede des Kreises Hörde
- des Landkreises Iserlohn um die Gemeinden Schwerte, Garenfeld, Geisecke, Holzen, Lichtendorf, Villigst, Wandhofen und Westhofen des Kreises Hörde
- des Landkreises Recklinghausen um die Gemeinden Haltern, Hullern, Kirchspiel Haltern und Lippramsdorf des Kreises Coesfeld

- 1930, 21. Mai:

Umbenennung
- des Stadtkreises Gelsenkirchen-Buer in Gelsenkirchen

- 1930, 1. Oktober:

Vergrößerung
- des Stadtkreises Bielefeld um die Gemeinden Gellershagen, Schildesche Dorf, Schildesche Bauerschaft, Sieker und Stieghorst des Landkreises Bielefeld

- 1930, 17. Oktober:

Umbenennung
- des Landkreises Hamm in Kreis Unna

- 1937, 1. April:

Vergrößerung
- des Stadtkreises Siegen um die Gemeinden Achenbach und Buschgotthardshütten (teilweise) des Landkreises Siegen

Anzahl der Stadt- und Landkreise
| Datum             | Stadtkreise Veränderung | Landkreise Veränderung | Stadtkreise Anzahl | Landkreise Anzahl |
| ----------------- | ----------------------- | ---------------------- | ------------------ | ----------------- |
| 1. November 1816  |                         |                        | 2                  | 36                |
| 11. Juni 1817     | − 1                     | 0                      | 1                  | 36                |
| 1. Januar 1832    | 0                       | − 3                    | 1                  | 33                |
| 15. Februar 1875  | + 1                     | 0                      | 2                  | 33                |
| 24. Mai 1876      | + 1                     | 0                      | 3                  | 33                |
| 1. Oktober 1878   | + 1                     | 0                      | 4                  | 33                |
| 1. Juli 1885      | 0                       | + 2                    | 4                  | 35                |
| 1. April 1887     | + 1                     | + 2                    | 5                  | 37                |
| 1. April 1897     | + 1                     | 0                      | 6                  | 37                |
| 1. April 1899     | + 1                     | 0                      | 7                  | 37                |
| 1. April 1901     | + 2                     | 0                      | 9                  | 37                |
| 1. Juli 1906      | + 1                     | 0                      | 10                 | 37                |
| 1. April 1907     | + 2                     | 0                      | 12                 | 37                |
| 1. April 1911     | + 2                     | 0                      | 14                 | 37                |
| 1. Februar 1912   | + 1                     | 0                      | 15                 | 37                |
| 1. Januar 1921    | + 2                     | 0                      | 17                 | 37                |
| 1. Januar 1922    | + 1                     | 0                      | 18                 | 37                |
| 1. März 1923      | + 1                     | 0                      | 19                 | 37                |
| 1. September 1923 | + 1                     | 0                      | 20                 | 37                |
| 1. April 1926     | + 2                     | − 1                    | 21                 | 36                |
| 1. April 1928     | 0                       | − 1                    | 21                 | 35                |
| 1. August 1929    | − 1                     | − 4                    | 20                 | 31                |